# Список академиков Академии наук СССР
Список академиков (действительных членов) Академии наук СССР
| №   | Фамилия, Имя Отчество                                        | Дата избрания    | Вид деятельности | |
| --- | ------------------------------------------------------------ | ---------------- | --- | --- |
| 1   | Абалкин, Леонид Иванович                                     | 23 декабря 1987  | экономист | |
| 2   | Абрикосов, Алексей Алексеевич                                | 23 декабря 1987  | физик, лауреат Нобелевской премии по физике (2003)                                                                                       | |
| 3   | Абрикосов, Алексей Иванович                                  | 29 января 1939   | медик-патологоанатом | |
| 4   | Авдуевский, Всеволод Сергеевич                               | 15 марта 1979    | специалист в области аэромеханики больших скоростей и космической техники                                                                | |
| 5   | Авербах, Михаил Иосифович                                    | 29 января 1939   | офтальмолог | |
| 6   | Авсюк, Григорий Александрович                                | 26 декабря 1984  | специалист в области географии и гляциологии                                                                                             | |
| 7   | Аганбегян, Абел Гезевич                                      | 26 ноября 1974   | экономист | |
| 8   | Агеев, Николай Владимирович                                  | 26 ноября 1968   | физик, химик и металлург | |
| 9   | Агошков, Михаил Иванович                                     | 29 декабря 1981  | учёный в области горного дела | |
| 10  | Адоратский, Владимир Викторович                              | 29 марта 1932    | философ, историк | |
| 11  | Александров, Александр Данилович                             | 26 июня 1964     | математик | |
| 12  | Александров, Анатолий Петрович                               | 23 октября 1953  | физик | Президент АН СССР в 1975—1986 годах. |
| 13  | Александров, Георгий Фёдорович                               | 30 ноября 1946   | философ | |
| 14  | Александров, Иван Гаврилович                                 | 29 марта 1932    | учёный в области энергетики и гидротехники                                                                                               | академик по Отделению математических и естественных наук (гидротехника, гидроэлектростанции, ирригация) |
| 15  | Александров, Кирилл Сергеевич                                | 26 декабря 1984  | физик | |
| 16  | Александров, Павел Сергеевич                                 | 23 октября 1953  | математик | |
| 17  | Алексеев, Анатолий Семёнович                                 | 26 декабря 1984  | геофизик | |
| 18  | Алексеев, Валерий Павлович                                   | 23 декабря 1987  | историк, антрополог | |
| 19  | Алексеев, Василий Михайлович                                 | 12 января 1929   | филолог-китаист | |
| 20  | Алексеев, Михаил Павлович                                    | 20 июня 1958     | литературовед | |
| 21  | Алимарин, Иван Павлович                                      | 1 июля 1966      | химик-аналитик | |
| 22  | Алиханов, Абрам Исаакович                                    | 27 сентября 1943 | физик | |
| 23  | Алфёров, Жорес Иванович                                      | 15 марта 1979    | физик, лауреат Нобелевской премии по физике (2000)                                                                                       | |
| 24  | Амбарцумян, Виктор Амазаспович                               | 23 октября 1953  | астрофизик | академик по Отделению общей физики и астрономии |
| 25  | Андреев, Александр Фёдорович                                 | 23 декабря 1987  | физик | |
| 26  | Андреев, Николай Николаевич                                  | 23 октября 1953  | физик-акустик | |
| 27  | Андрианов, Кузьма Андрианович                                | 26 июня 1964     | химик | |
| 28  | Андронов, Александр Александрович                            | 30 ноября 1946   | математик, механик, радиофизик | |
| 29  | Аничков, Николай Николаевич                                  | 29 января 1939   | медик-патологоанатом | |
| 30  | Анохин, Пётр Кузьмич                                         | 1 июля 1966      | физиолог | |
| 31  | Антонов, Олег Константинович                                 | 29 декабря 1981  | авиаконструктор | |
| 32  | Анчишкин, Александр Иванович                                 | 26 декабря 1984  | экономист | |
| 33  | Арбатов, Георгий Аркадьевич                                  | 26 ноября 1974   | историк, экономист | |
| 34  | Арбузов, Александр Ерминингельдович                          | 8 мая 1942       | химик-органик | |
| 35  | Арбузов, Борис Александрович                                 | 23 октября 1953  | химик-органик | |
| 36  | Арзуманян, Анушаван Агафонович                               | 29 июня 1962     | экономист | |
| 37  | Арнольд, Владимир Игоревич                                   | 15 декабря 1990  | математик | |
| 38  | Артоболевский, Иван Иванович                                 | 30 ноября 1946   | специалист по теории механизмов | |
| 39  | Архангельский, Андрей Дмитриевич                             | 12 января 1929   | геолог | |
| 40  | Арцимович, Лев Андреевич                                     | 23 октября 1953  | физик | |
| 41  | Асафьев, Борис Владимирович                                  | 27 сентября 1943 | композитор, музыковед | |
| 42  | Астауров, Борис Львович                                      | 1 июля 1966      | биолог, генетик | |
| 43  | Афанасьев, Виктор Григорьевич                                | 29 декабря 1981  | философ | |
| 44  | Багдасарьян, Христофор Степанович                            | 29 декабря 1981  | химик | академик по Отделению общей и технической химии (физическая химия) |
| 45  | Баев, Александр Александрович                                | 24 ноября 1970   | биолог | |
| 46  | Байков, Александр Александрович                              | 29 марта 1932    | металлург | |
| 47  | Бакулев, Александр Николаевич                                | 20 июня 1958     | медик | |
| 48  | Баландин, Алексей Александрович                              | 30 ноября 1946   | химик, физико-химик | |
| 49  | Балдин, Александр Михайлович                                 | 29 декабря 1981  | физик | |
| 50  | Барабошкин, Алексей Николаевич                               | 23 декабря 1987  | химик | |
| 51  | Баранников, Алексей Петрович                                 | 28 января 1939   | филолог, востоковед | |
| 52  | Бардин, Иван Павлович                                        | 29 марта 1932    | металлург | академик по Отделению математических и естественных наук (металлургия) |
| 53  | Барков, Лев Митрофанович                                     | 26 декабря 1984  | физик | |
| 54  | Бармин, Владимир Павлович                                    | 1 июля 1966      | инженер-ракетчик | академик по Отделению механики и процессов управления (механика) |
| 55  | Барсуков, Валерий Леонидович                                 | 23 декабря 1987  | геолог, геохимик | |
| 56  | Бартольд, Василий Владимирович                               | 12 октября 1913  | историк, востоковед | |
| 57  | Басов, Николай Геннадиевич                                   | 1 июля 1966      | физик, лауреат Нобелевской премии | |
| 58  | Бах, Алексей Николаевич                                      | 12 января 1929   | биохимик, физиология растений | |
| 59  | Белецкий, Александр Иванович                                 | 20 июня 1958     | литературовед | |
| 60  | Белов, Александр Фёдорович                                   | 28 ноября 1972   | металлург | |
| 61  | Белов, Николай Васильевич                                    | 23 октября 1953  | геохимик | |
| 62  | Белодед, Иван Константинович                                 | 28 ноября 1972   | лингвист | |
| 63  | Белозерский, Андрей Николаевич                               | 29 июня 1962     | биохимик | академик по Отделению общей биологии, с 1971 года — вице-президент АН СССР. |
| 64  | Белопольский, Аристарх Аполлонович                           | 19 апреля 1903   | астрофизик | |
| 65  | Белоцерковский, Олег Михайлович                              | 15 марта 1979    | математик | |
| 66  | Беляев, Дмитрий Константинович                               | 28 ноября 1972   | генетик | |
| 67  | Беляев, Спартак Тимофеевич                                   | 26 ноября 1968   | физик | |
| 68  | Беляков, Ростислав Аполлосович                               | 29 декабря 1981  | инженер-авиаконструктор | |
| 69  | Белянкин, Дмитрий Степанович                                 | 27 сентября 1943 | геолог | |
| 70  | Берг, Аксель Иванович                                        | 30 ноября 1946   | радиотехник, кибернетик | |
| 71  | Берг, Лев Семёнович                                          | 30 ноября 1946   | биолог, географ | |
| 72  | Бериташвили (Беритов), Иван Соломонович                      | 29 января 1939   | физиолог | |
| 73  | Бернштейн, Сергей Натанович                                  | 12 января 1929   | математик | Отделение физико-математических наук (математика) |
| 74  | Бетехтин, Анатолий Георгиевич                                | 23 октября 1953  | геолог | |
| 75  | Бехтерева, Наталья Петровна                                  | 29 декабря 1981  | физиолог | |
| 76  | Благонравов, Анатолий Аркадьевич                             | 27 сентября 1943 | механика, артиллерия, военное дело | |
| 77  | Блохин, Николай Николаевич                                   | 15 марта 1979    | медик | |
| 78  | Боголюбов, Михаил Николаевич                                 | 15 декабря 1990  | лингвист | |
| 79  | Боголюбов, Николай Николаевич                                | 23 октября 1953  | математик | |
| 80  | Богомолец, Александр Александрович                           | 29 марта 1932    | медик | |
| 81  | Богомолов, Алексей Фёдорович                                 | 26 декабря 1984  | астрофизик | академик по Отделению общей физики и астрономии (астрономия) |
| 82  | Богомолов, Олег Тимофеевич                                   | 29 декабря 1981  | экономист | |
| 83  | Богословский, Михаил Михайлович                              | 2 апреля 1921    | историк | |
| 84  | Большаков, Владимир Николаевич                               | 23 декабря 1987  | биолог | |
| 85  | Бонгард-Левин, Григорий Максимович                           | 15 декабря 1990  | историк, востоковед | |
| 86  | Боресков, Георгий Константинович                             | 1 июля 1966      | химик | |
| 87  | Борисевич, Николай Александрович                             | 29 декабря 1981  | физик | |
| 88  | Борисяк, Алексей Алексеевич                                  | 12 января 1929   | палеонтолог | |
| 89  | Борковский, Виктор Иванович                                  | 28 ноября 1972   | лингвист | |
| 90  | Боровик-Романов, Виктор-Андрей Станиславович                 | 28 ноября 1972   | физик | |
| 91  | Боровков, Александр Алексеевич                               | 15 декабря 1990  | математик | |
| 92  | Бородин, Иван Парфеньевич                                    | 6 апреля 1902    | ботаник | |
| 93  | Бочвар, Андрей Анатольевич                                   | 30 ноября 1946   | металлург | академик по Отделению технических наук (металлургия) |
| 94  | Боярчук, Александр Алексеевич                                | 23 декабря 1987  | астрофизик | |
| 95  | Браунштейн, Александр Евсеевич                               | 26 июня 1964     | биохимик | |
| 96  | Бреховских, Леонид Максимович                                | 26 ноября 1968   | физик, акустик | |
| 97  | Брицке, Эргард Викторович                                    | 29 марта 1932    | химик, металлург | академик по Отделению математических и естественных наук (химическая технология, металлургия), вице-президент АН СССР с 29 декабря 1936 г. по 28 февраля 1939 г. |
| 98  | Бромлей, Юлиан Владимирович                                  | 23 декабря 1976  | историк, этнограф | |
| 99  | Бруевич, Николай Григорьевич                                 | 8 мая 1942       | инженер | академик по Отделению технических наук (механика, теория механизмов и машин), академик-секретарь Академии наук с 10 мая 1942 г. по 17 марта 1949 г. |
| 100 | Будкер, Герш Ицкович                                         | 26 июня 1964     | физика, ядерная физика | |
| 101 | Бузескул, Владислав Петрович                                 | 4 марта 1922     | историк | |
| 102 | Бункин, Борис Васильевич                                     | 26 ноября 1974   | военный инженер | |
| 103 | Бурденко, Николай Нилович                                    | 29 января 1939   | медик | |
| 104 | Буслаев, Юрий Александрович                                  | 26 декабря 1984  | химик | |
| 105 | Бухарин, Николай Иванович                                    | 12 января 1929   | философ, политический деятель | |
| 106 | Бушмин, Алексей Сергеевич                                    | 15 марта 1979    | литературовед | |
| 107 | Быков, Константин Михайлович                                 | 30 ноября 1946   | физиолог | |
| 108 | Быховский, Борис Евсеевич                                    | 26 июня 1964     | паразитолог | |
| 109 | Бюшгенс, Георгий Сергеевич                                   | 29 декабря 1981  | физика, аэродинамика | |
| 110 | Вавилов, Николай Иванович                                    | 12 января 1929   | ботаник, генетик | |
| 111 | Вавилов, Сергей Иванович                                     | 29 марта 1932    | физик | академик по Отделению математических и естественных наук (физика, оптика, люминесценция). Президент с 17 июля 1945 г. по 25 января 1951 г. |
| 112 | Вайнштейн, Борис Константинович                              | 23 декабря 1976  | физик | |
| 113 | Валиев, Камиль Ахметович                                     | 26 декабря 1984  | прикладная физика | |
| 114 | Вальден, Павел (Пауль) Иванович                              | 1 мая 1910       | химик-технолог | |
| 115 | Варга, Евгений Самуилович                                    | 28 января 1939   | экономист | |
| 116 | Ватолин, Николай Анатольевич                                 | 29 декабря 1981  | химик, металлург | |
| 117 | Введенский, Борис Алексеевич                                 | 27 сентября 1943 | радиофизик | |
| 118 | Веденеев, Борис Евгеньевич                                   | 29 марта 1932    | физика, энергетика, гидротехника | |
| 119 | Векслер, Владимир Иосифович                                  | 20 июня 1958     | физик-экспериментатор | |
| 120 | Векуа, Илья Несторович                                       | 28 марта 1958    | математик | Сибирское отделение (математика) |
| 121 | Векшинский, Сергей Аркадьевич                                | 23 октября 1953  | физик, инженер | |
| 122 | Велихов, Евгений Павлович                                    | 26 ноября 1974   | физик | |
| 123 | Венедиктов, Анатолий Васильевич                              | 20 июня 1958     | правовед | |
| 124 | Верещагин, Леонид Фёдорович                                  | 1 июля 1966      | физик | |
| 125 | Вернадский, Владимир Иванович                                | 5 апреля 1908    | геохимик | |
| 126 | Вернов, Сергей Николаевич                                    | 26 ноября 1968   | физик | |
| 127 | Веселовский, Степан Борисович                                | 30 ноября 1946   | историк | |
| 128 | Веснин, Виктор Александрович                                 | 27 сентября 1943 | архитектор, искусствовед | |
| 129 | Вильямс, Василий Робертович                                  | 1 февраля 1931   | почвовед | |
| 130 | Виноградов, Александр Павлович                               | 23 октября 1953  | химия, геохимия | |
| 131 | Виноградов, Виктор Владимирович                              | 30 ноября 1946   | лингвист | |
| 132 | Виноградов, Владимир Алексеевич                              | 26 декабря 1984  | экономист | |
| 133 | Виноградов, Иван Матвеевич                                   | 12 января 1929   | математик | |
| 134 | Виноградов, Михаил Евгеньевич                                | 15 декабря 1990  | океанолог | |
| 135 | Виноградов, Павел Гаврилович                                 | 18 января 1914   | историк | |
| 136 | Винтер, Александр Васильевич                                 | 29 марта 1932    | инженер | |
| 137 | Виппер, Роберт Юрьевич                                       | 27 сентября 1943 | историк | |
| 138 | Виппер, Юрий Борисович                                       | 23 декабря 1987  | литературовед | |
| 139 | Владимиров, Василий Сергеевич                                | 24 ноября 1970   | математик | Отделение математики (математика) |
| 140 | Владимирцов, Борис Яковлевич                                 | 12 января 1929   | филолог, востоковед | |
| 141 | Воеводский, Владислав Владиславович                          | 26 июня 1964     | химия, теоретическая химия | |
| 142 | Вознесенский, Николай Алексеевич                             | 27 сентября 1943 | экономист, государственный деятель | |
| 143 | Волгин, Вячеслав Петрович                                    | 1 февраля 1930   | историк | |
| 144 | Волобуев, Павел Васильевич                                   | 15 декабря 1990  | историк | |
| 145 | Вольпин, Марк Ефимович                                       | 23 декабря 1987  | химик | |
| 146 | Вольский, Антон Николаевич                                   | 10 июня 1960     | специалист в области металлургии и химической технологии                                                                                 | |
| 147 | Вольфкович, Семён Исаакович                                  | 30 ноября 1946   | химия, прикладная химия | академик по Отделению химических наук (химическая технология, неорганическая химия) |
| 148 | Вонсовский, Сергей Васильевич                                | 1 июля 1966      | физик | |
| 149 | Воробьёв, Владимир Васильевич                                | 15 декабря 1990  | экономика, география | |
| 150 | Ворович, Иосиф Израилевич                                    | 15 декабря 1990  | механик | |
| 151 | Ворожцов, Николай Николаевич                                 | 1 июля 1966      | химик | академик по Отделению общей и технической химии (химия) |
| 152 | Воронков, Михаил Григорьевич                                 | 15 декабря 1990  | химик-органик | |
| 153 | Воронов, Авенир Аркадьевич                                   | 24 ноября 1970   | кибернетика, автоматика | |
| 154 | Вул, Бенцион Моисеевич                                       | 28 ноября 1972   | физик | |
| 155 | Вышинский, Андрей Януарьевич                                 | 28 января 1939   | правовед, государственный деятель | |
| 156 | Газенко, Олег Георгиевич                                     | 23 декабря 1976  | физиолог, генерал-лейтенант медицинской службы                                                                                           | |
| 157 | Галёркин, Борис Григорьевич                                  | 1 июня 1935      | механик | Отделение математических и естественных наук (механика) |
| 158 | Гамбурцев, Григорий Александрович                            | 23 октября 1953  | геофизик, сейсмолог | |
| 159 | Гамкрелидзе, Тамаз Валерианович                              | 26 декабря 1984  | лингвист | |
| 160 | Гапонов-Грехов, Андрей Викторович                            | 26 ноября 1968   | физик | |
| 161 | Гафуров, Бободжан Гафурович                                  | 26 ноября 1968   | историк, востоковед | |
| 162 | Гвишиани, Джермен Михайлович                                 | 15 марта 1979    | философ | |
| 163 | Гедройц, Константин Каэтанович                               | 12 января 1929   | | |
| 164 | Гельфанд, Израиль Моисеевич                                  | 26 декабря 1984  | математик | |
| 165 | Георгиев, Георгий Павлович                                   | 23 декабря 1987  | биолог | |
| 166 | Герасимов, Иннокентий Петрович                               | 23 октября 1953  | географ, геоморфолог, почвовед | |
| 167 | Герман, Александр Петрович                                   | 28 января 1939   | | |
| 168 | Гиляров, Меркурий Сергеевич                                  | 26 ноября 1974   | зоолог | академик-секретарь Отделения общей биологии с 1976 г. |
| 169 | Гинзбург, Виталий Лазаревич                                  | 1 июля 1966      | физик-теоретик, лауреат Нобелевской премии                                                                                               | |
| 170 | Гительзон, Иосиф Исаевич                                     | 15 декабря 1990  | врач, биолог и биофизик | Отделение биохимии, биофизики и химии физиологически активных соединений (биофизика); Сибирское отделение |
| 171 | Глебов, Игорь Алексеевич                                     | 23 декабря 1976  | инженер, механик | |
| 172 | Глинка, Константин Дмитриевич                                | 2 апреля 1927    | минеролог, геолог, географ | |
| 173 | Глухих, Василий Андреевич                                    | 23 декабря 1987  | прикладная физика | |
| 174 | Глушко, Валентин Петрович                                    | 20 июня 1958     | инженер-ракетчик, двигателист | |
| 175 | Глушков, Виктор Михайлович                                   | 26 июня 1964     | математик, кибернетик | |
| 176 | Говырин, Владимир Александрович                              | 26 декабря 1984  | физиолог, биолог | |
| 177 | Голант, Виктор Евгеньевич                                    | 15 декабря 1990  | физик | |
| 178 | Голицын, Георгий Сергеевич                                   | 23 декабря 1987  | геофизик, климатолог | |
| 179 | Гольданский, Виталий Иосифович                               | 29 декабря 1981  | химик | |
| 180 | Гончар, Андрей Александрович                                 | 23 декабря 1987  | математик | |
| 181 | Горбунов, Николай Петрович                                   | 20 ноября 1935   | химик | академик по Отделению математических и естественных наук (физическая география), непременный секретарь Академии наук с 20 ноября 1935 г. по 29 июня 1937 г. |
| 182 | Гордлевский, Владимир Александрович                          | 30 ноября 1946   | филолог, востоковед | |
| 183 | Горынин, Игорь Васильевич                                    | 26 декабря 1984  | | |
| 184 | Горьков, Лев Петрович                                        | 23 декабря 1987  | | |
| 185 | Готье, Юрий Владимирович                                     | 28 января 1939   | историк | |
| 186 | Грабарь, Игорь Эммануилович                                  | 27 сентября 1943 | художник, искусствовед | |
| 187 | Грамберг, Игорь Сергеевич                                    | 23 декабря 1987  | | |
| 188 | Гранберг, Александр Григорьевич                              | 15 декабря 1990  | экономист | |
| 189 | Графтио, Генрих Осипович                                     | 29 марта 1932    | | |
| 190 | Гребенщиков, Илья Васильевич                                 | 29 марта 1932    | | |
| 191 | Греков, Борис Дмитриевич                                     | 1 июня 1935      | историк | |
| 192 | Григорьев, Андрей Александрович                              | 29 января 1939   | | |
| 193 | Григорьев, Иосиф Фёдорович                                   | 30 ноября 1946   | | |
| 194 | Гринберг, Александр Абрамович                                | 20 июня 1958     | | |
| 195 | Гроссгейм, Александр Альфонсович                             | 30 ноября 1946   | ботаник | |
| 196 | Грушевский, Михаил Сергеевич                                 | 12 января 1929   | историк | |
| 197 | Грушин, Пётр Дмитриевич                                      | 1 июля 1966      | | |
| 198 | Грязнов, Владимир Михайлович                                 | 15 декабря 1990  | | |
| 199 | Губер, Александр Андреевич                                   | 1 июля 1966      | историк, востоковед | |
| 200 | Губкин, Иван Михайлович                                      | 12 января 1929   | геолог | |
| 201 | Гудцов, Николай Тимофеевич                                   | 28 января 1939   | | |
| 202 | Гулевич, Владимир Сергеевич                                  | 12 января 1929   | | |
| 203 | Гуляев, Юрий Васильевич                                      | 26 декабря 1984  | | |
| 204 | Деборин, Абрам Моисеевич                                     | 13 февраля 1929  | философ | |
| 205 | Девятков, Николай Дмитриевич                                 | 26 ноября 1968   | | |
| 206 | Девятых, Григорий Григорьевич                                | 26 ноября 1974   | химик, материаловед | |
| 207 | Демирчян, Камо Серопович                                     | 26 декабря 1984  | | |
| 208 | Демьянов, Николай Яковлевич                                  | 12 января 1929   | химик | |
| 209 | Деревянко, Анатолий Пантелеевич                              | 23 декабря 1987  | историк, археолог | |
| 210 | Державин, Николай Севастьянович                              | 1 февраля 1931   | филолог-славист | |
| 211 | Джавахишвили, Иван Александрович                             | 28 января 1939   | историк | |
| 212 | Джанашия, Симон Николаевич                                   | 27 сентября 1943 | историк | |
| 213 | Дзоценидзе, Георгий Самсонович                               | 26 ноября 1968   | геолог | |
| 214 | Дикушин, Владимир Иванович                                   | 23 октября 1953  | | академик по Отделению технических наук (машиноведение) |
| 215 | Динник, Александр Николаевич                                 | 30 ноября 1946   | математик, механик | |
| 216 | Добрецов, Николай Леонтьевич                                 | 23 декабря 1987  | геолог | |
| 217 | Долгоплоск, Борис Александрович                              | 26 июня 1964     | химик | |
| 218 | Доллежаль, Николай Антонович                                 | 29 июня 1962     | | академик по Отделению технических наук (энергетика) |
| 219 | Дородницын, Анатолий Алексеевич                              | 23 октября 1953  | геофизик | |
| 220 | Дружинин, Николай Михайлович                                 | 23 октября 1953  | историк | |
| 221 | Дубинин, Михаил Михайлович                                   | 27 сентября 1943 | химик | академик по Отделению общей и технической химии (сорбционные процессы) |
| 222 | Дубинин, Николай Петрович                                    | 1 июля 1966      | генетик | |
| 223 | Евтихиев, Николай Николаевич                                 | 23 декабря 1987  | | |
| 224 | Егоров, Анатолий Григорьевич                                 | 26 ноября 1974   | философ | |
| 225 | Еляков, Георгий Борисович                                    | 23 декабря 1987  | химик | |
| 226 | Емельянов, Станислав Васильевич                              | 26 декабря 1984  | | |
| 227 | Ениколопов, Николай Сергеевич                                | 23 декабря 1976  | химик | |
| 228 | Ершов, Андрей Петрович                                       | 26 декабря 1984  | | |
| 229 | Ефимов, Анатолий Николаевич                                  | 24 ноября 1970   | экономист | |
| 230 | Жаворонков, Николай Михайлович                               | 29 июня 1962     | химик-технолог | |
| 231 | Жариков, Вилен Андреевич                                     | 23 декабря 1987  | геолог | |
| 232 | Жебелёв, Сергей Александрович                                | 7 мая 1927       | историк | |
| 233 | Жирмунский, Алексей Викторович                               | 23 декабря 1987  | гидробиолог | |
| 234 | Жирмунский, Виктор Максимович                                | 1 июля 1966      | филолог | |
| 235 | Жук, Сергей Яковлевич                                        | 23 октября 1953  | | |
| 236 | Жуков, Анатолий Борисович                                    | 1 июля 1966      | биолог, лесовод | |
| 237 | Жуков, Борис Петрович                                        | 26 ноября 1974   | химик | |
| 238 | Жуков, Евгений Михайлович                                    | 20 июня 1958     | историк | |
| 239 | Журкин, Виталий Владимирович                                 | 15 декабря 1990  | историк, экономист | |
| 240 | Журков, Серафим Николаевич                                   | 26 ноября 1968   | физик | |
| 241 | Забабахин, Евгений Иванович                                  | 26 ноября 1968   | физик | |
| 242 | Заболотный, Даниил Кириллович                                | 12 января 1929   | | |
| 243 | Заварзин, Алексей Алексеевич                                 | 27 сентября 1943 | | |
| 244 | Заварицкий, Александр Николаевич                             | 29 января 1939   | | |
| 245 | Завойский, Евгений Константинович                            | 26 июня 1964     | | |
| 246 | Залиханов, Михаил Чоккаевич                                  | 15 декабря 1990  | | |
| 247 | Замараев, Кирилл Ильич                                       | 23 декабря 1987  | | |
| 248 | Заславская, Татьяна Ивановна                                 | 29 декабря 1981  | экономист | |
| 249 | Зацепин, Георгий Тимофеевич                                  | 29 декабря 1981  | | |
| 250 | Зелинский, Николай Дмитриевич                                | 12 января 1929   | химик | |
| 251 | Зельдович, Яков Борисович                                    | 20 июня 1958     | физик | |
| 252 | Зенкевич, Лев Александрович                                  | 26 ноября 1968   | зоолог | |
| 253 | Зернов, Сергей Алексеевич                                    | 1 февраля 1931   | зоолог | |
| 254 | Зефиров, Николай Серафимович                                 | 23 декабря 1987  | химик | |
| 255 | Золотов, Евгений Васильевич                                  | 23 декабря 1987  | | |
| 256 | Золотов, Юрий Александрович                                  | 23 декабря 1987  | химик | |
| 257 | Зуев, Владимир Евсеевич                                      | 29 декабря 1981  | | |
| 258 | Иванов, Артемий Васильевич                                   | 29 декабря 1981  | зоолог | |
| 259 | Иванов, Вадим Тихонович                                      | 23 декабря 1987  | биохимик | |
| 260 | Иванов, Лев Николаевич                                       | 27 сентября 1943 | экономист | |
| 261 | Иванов, Михаил Владимирович                                  | 23 декабря 1987  | | |
| 262 | Иерусалимский, Николай Дмитриевич                            | 1 июля 1966      | биолог | |
| 263 | Ильин, Владимир Александрович                                | 15 декабря 1990  | | |
| 264 | Ильичёв, Виктор Иванович                                     | 29 декабря 1981  | океанолог | |
| 265 | Ильичёв, Леонид Фёдорович                                    | 29 июня 1962     | философ, политический деятель | |
| 266 | Ильюшин, Сергей Владимирович                                 | 26 ноября 1968   | авиаконструктор | |
| 267 | Имшенецкий, Александр Александрович                          | 29 июня 1962     | микробиолог | |
| 268 | Иноземцев, Николай Николаевич                                | 26 ноября 1968   | историк, экономист | |
| 269 | Иоффе, Абрам Фёдорович                                       | 8 мая 1920       | физик | |
| 270 | Ипатьев, Владимир Николаевич                                 | 9 января 1916    | химик | ординарный академик по Отделению физико-математических наук (химия) |
| 271 | Исаев, Александр Сергеевич                                   | 26 декабря 1984  | биолог, лесовод | |
| 272 | Исанин, Николай Никитич                                      | 24 ноября 1970   | | |
| 273 | Исаченко, Борис Лаврентьевич                                 | 30 ноября 1946   | микробиолог | |
| 274 | Истрин, Василий Михайлович                                   | 7 апреля 1907    | филолог | |
| 275 | Ишлинский, Александр Юльевич                                 | 10 июня 1960     | механик | |
| 276 | Кабанов, Виктор Александрович                                | 23 декабря 1987  | | |
| 277 | Кабачник, Мартин Израилевич                                  | 20 июня 1958     | химик | академик по Отделению химических наук (органическая химия) |
| 278 | Каган, Юрий Моисеевич                                        | 26 декабря 1984  | физик | |
| 279 | Кадомцев, Борис Борисович                                    | 24 ноября 1970   | физик | |
| 280 | Казанский, Борис Александрович                               | 30 ноября 1946   | химик | |
| 281 | Калесник, Станислав Викентьевич                              | 26 ноября 1968   | географ | |
| 282 | Канторович, Леонид Витальевич                                | 26 июня 1964     | математик, экономист, лауреат Нобелевской премии                                                                                         | |
| 283 | Капица, Пётр Леонидович                                      | 29 января 1939   | физик, лауреат Нобелевской премии | |
| 284 | Каргин, Валентин Алексеевич                                  | 23 октября 1953  | | |
| 285 | Карнаухов, Михаил Михайлович                                 | 23 октября 1953  | металлург | |
| 286 | Карпинский, Александр Петрович                               | 4 марта 1889     | геолог | Президент АН СССР до 1936 года. |
| 287 | Карский, Евфимий Фёдорович                                   | 8 октября 1916   | лингвист | |
| 288 | Кафаров, Виктор Вячеславович                                 | 15 марта 1979    | химик | |
| 289 | Кедров, Бонифатий Михайлович                                 | 1 июля 1966      | философ | |
| 290 | Кейлис-Борок, Владимир Исаакович                             | 23 декабря 1987  | | |
| 291 | Келдыш, Леонид Вениаминович                                  | 23 декабря 1976  | физик | |
| 292 | Келдыш, Мстислав Всеволодович                                | 30 ноября 1946   | математик, механик | Президент АН СССР в 1961—1975 годах. |
| 293 | Келлер, Борис Александрович                                  | 1 февраля 1931   | | |
| 294 | Кикоин, Исаак Константинович                                 | 23 октября 1953  | | |
| 295 | Ким, Максим Павлович                                         | 15 марта 1979    | историк | |
| 296 | Киренский, Леонид Васильевич                                 | 26 ноября 1968   | физик | |
| 297 | Кириллин, Владимир Алексеевич                                | 29 июня 1962     | | |
| 298 | Кирпичёв, Михаил Викторович                                  | 28 января 1939   | | |
| 299 | Кистяковский, Владимир Александрович                         | 12 января 1929   | химик | |
| 300 | Кишкин, Сергей Тимофеевич                                    | 1 июля 1966      | | академик по Отделению физикохимии и технологии неорганических материалов (конструкционные материалы и их обработка) |
| 301 | Климов, Владимир Яковлевич                                   | 23 октября 1953  | механик | академик по Отделению технических наук (механика) |
| 302 | Кнорре, Дмитрий Георгиевич                                   | 29 декабря 1981  | | |
| 303 | Кнунянц, Иван Людвигович                                     | 23 октября 1953  | химик | академик по Отделению химических наук (органическая химия) |
| 304 | Кобзарев, Юрий Борисович                                     | 24 ноября 1970   | | |
| 305 | Ковалёв, Сергей Никитич                                      | 29 декабря 1981  | | |
| 306 | Ковальченко, Иван Дмитриевич                                 | 23 декабря 1987  | историк | |
| 307 | Козин, Сергей Андреевич                                      | 27 сентября 1943 | филолог, востоковед | |
| 308 | Коковцов, Павел Константинович                               | 15 апреля 1906   | историк, востоковед | |
| 309 | Колесников, Константин Сергеевич                             | 23 декабря 1987  | | академик по Отделению механики и процессов управления (машиностроение) |
| 310 | Колмогоров, Андрей Николаевич                                | 29 января 1939   | математик | |
| 311 | Колосов, Михаил Николаевич                                   | 26 ноября 1974   | | |
| 312 | Колотыркин, Яков Михайлович                                  | 24 ноября 1970   | химик | |
| 313 | Комаров, Владимир Леонтьевич                                 | 4 сентября 1920  | ботаник | Президент АН СССР в 1936—1945 годах. |
| 314 | Кондратьев, Виктор Николаевич                                | 23 октября 1953  | | |
| 315 | Кондратьев, Кирилл Яковлевич                                 | 26 декабря 1984  | | |
| 316 | Коновалов, Дмитрий Петрович                                  | 13 января 1923   | химик | |
| 317 | Кононов, Андрей Николаевич                                   | 26 ноября 1974   | лингвист | |
| 318 | Конрад, Николай Иосифович                                    | 20 июня 1958     | филолог, востоковед | |
| 319 | Константинов, Борис Павлович                                 | 10 июня 1960     | физик | академик по Отделению физико-математических наук (физика). Вице-президент с мая 1967 г. по 9 июля 1969 г. |
| 320 | Константинов, Фёдор Васильевич                               | 26 июня 1964     | философ | |
| 321 | Коптюг, Валентин Афанасьевич                                 | 15 марта 1979    | химик | председатель Сибирского отделения Академии наук СССР с 1980 г. по 1997 г. |
| 322 | Коржинский, Дмитрий Сергеевич                                | 23 октября 1953  | | |
| 323 | Корнейчук, Александр Евдокимович                             | 27 сентября 1943 | писатель | |
| 324 | Королёв, Сергей Павлович                                     | 20 июня 1958     | инженер-конструктор, ракетное дело | академик по Отделению технических наук (механика) |
| 325 | Коростовцев, Михаил Александрович                            | 26 ноября 1974   | историк | |
| 326 | Коршак, Василий Владимирович                                 | 23 декабря 1976  | химик | |
| 327 | Косминский, Евгений Алексеевич                               | 30 ноября 1946   | историк | |
| 328 | Костенко, Михаил Полиевктович                                | 23 октября 1953  | | |
| 329 | Костычев, Сергей Павлович                                    | 6 октября 1923   | ботаник | |
| 330 | Костюк, Платон Григорьевич                                   | 26 ноября 1974   | физиолог | |
| 331 | Косыгин, Юрий Александрович                                  | 24 ноября 1970   | | |
| 332 | Котельников, Владимир Александрович                          | 23 октября 1953  | | |
| 333 | Кочетков, Николай Константинович                             | 15 марта 1979    | | |
| 334 | Кочешков, Ксенофонт Александрович                            | 26 ноября 1968   | | |
| 335 | Кочин, Николай Евграфович                                    | 28 января 1939   | механик | Отделение технических наук (механика) |
| 336 | Кочина, Пелагея Яковлевна                                    | 28 марта 1958    | механик | Сибирское отделение (механика, гидродинамика) |
| 337 | Кошкин, Лев Николаевич                                       | 26 декабря 1984  | | академик АН СССР по Отделению информатики, вычислительной техники и автоматизации (автоматизированные системы) |
| 338 | Красновский, Александр Абрамович                             | 23 декабря 1976  | | |
| 339 | Красовский, Николай Николаевич                               | 26 ноября 1968   | математик | |
| 340 | Крачковский, Игнатий Юлианович                               | 9 ноября 1921    | филолог-арабист | |
| 341 | Крепс, Евгений Михайлович                                    | 1 июля 1966      | физиолог | |
| 342 | Кржижановский, Глеб Максимилианович                          | 12 января 1929   | | |
| 343 | Крушанов, Андрей Иванович                                    | 23 декабря 1987  | историк | |
| 344 | Крылов, Александр Петрович                                   | 26 ноября 1968   | геолог, специалист в области нефтедобычи                                                                                                 | |
| 345 | Крылов, Алексей Николаевич                                   | 2 апреля 1916    | механик | Отделение физико-математических наук (математическая физика) |
| 346 | Крылов, Николай Митрофанович                                 | 12 января 1929   | математик | Отделение физико-математических наук (математическая физика) |
| 347 | Кудрявцев, Владимир Николаевич                               | 26 декабря 1984  | правовед | |
| 348 | Кузнецов, Валерий Алексеевич                                 | 24 ноября 1970   | | |
| 349 | Кузнецов, Виктор Иванович                                    | 26 ноября 1968   | | академик по Отделению механики и процессов управления (технические средства автоматизации) |
| 350 | Кузнецов, Владимир Дмитриевич                                | 28 марта 1958    | | |
| 351 | Кузнецов, Николай Дмитриевич                                 | 26 ноября 1974   | инженер-конструктор авиадвигателей | |
| 352 | Кузнецов, Фёдор Андреевич                                    | 23 декабря 1987  | химик | |
| 353 | Кузнецов, Юрий Алексеевич                                    | 1 июля 1966      | | |
| 354 | Кукушкин, Юрий Степанович                                    | 23 декабря 1987  | историк | |
| 355 | Кулебакин, Виктор Сергеевич                                  | 28 января 1939   | | академик по Отделению технических наук (энергетика, автоматика), Уполномоченный АН СССР в Германии в 1945—1947 гг. |
| 356 | Кунаев, Аскар Минлиахмедович                                 | 29 декабря 1981  | | |
| 357 | Кунцевич, Анатолий Демьянович                                | 23 декабря 1987  | | |
| 358 | Курдюмов, Георгий Вячеславович                               | 23 октября 1953  | | |
| 359 | Куржанский, Александр Борисович                              | 15 декабря 1990  | | |
| 360 | Курнаков, Николай Семёнович                                  | 7 декабря 1913   | химик | |
| 361 | Курсанов, Андрей Львович                                     | 23 октября 1953  | ботаник | |
| 362 | Курчатов, Игорь Васильевич                                   | 27 сентября 1943 | физик | |
| 363 | Кутателадзе, Самсон Семёнович                                | 15 марта 1979    | | |
| 364 | Куусинен, Отто Вильгельмович                                 | 20 июня 1958     | историк, политический деятель | |
| 365 | Лавёров, Николай Павлович                                    | 23 декабря 1987  | геолог | |
| 366 | Лавренко, Евгений Михайлович                                 | 26 ноября 1968   | | |
| 367 | Лаврентьев, Михаил Алексеевич                                | 30 ноября 1946   | математик | |
| 368 | Лаврентьев, Михаил Михайлович                                | 29 декабря 1981  | | |
| 369 | Лавров, Пётр Алексеевич                                      | 1 декабря 1923   | филолог-славист | |
| 370 | Ладыженская, Ольга Александровна                             | 15 декабря 1990  | математик | |
| 371 | Лазарев, Пётр Петрович                                       | 4 марта 1917     | физик | ординарный академик по Отделению физико-математических наук (физика) |
| 372 | Ландау, Лев Давидович                                        | 30 ноября 1946   | физик-теоретик, лауреат Нобелевской премии                                                                                               | |
| 373 | Ландсберг, Григорий Самуилович                               | 30 ноября 1946   | физик | |
| 374 | Лаптев, Владимир Викторович                                  | 23 декабря 1987  | правовед | |
| 375 | Ласкорин, Борис Николаевич                                   | 23 декабря 1976  | | |
| 376 | Лебедев-Полянский, Павел Иванович                            | 30 ноября 1946   | литературовед | |
| 377 | Лебедев, Александр Алексеевич                                | 27 сентября 1943 | | |
| 378 | Лебедев, Сергей Алексеевич                                   | 23 октября 1953  | | академик по Отделению физико-математических наук (счётные устройства) |
| 379 | Лебедев, Сергей Васильевич                                   | 29 марта 1932    | | |
| 380 | Левинсон-Лессинг, Франц Юльевич                              | 13 мая 1925      | геолог | |
| 381 | Легасов, Валерий Алексеевич                                  | 29 декабря 1981  | физико-химик | академик по отделению физикохимии и технологии неорганических материалов |
| 382 | Лейбензон, Леонид Самуилович                                 | 27 сентября 1943 | механик | академик АН СССР по Отделению технических наук (механика) |
| 383 | Леонов, Леонид Максимович                                    | 28 ноября 1972   | писатель | |
| 384 | Леонтович, Михаил Александрович                              | 30 ноября 1946   | | |
| 385 | Ливанов, Михаил Николаевич                                   | 24 ноября 1970   | | |
| 386 | Линник, Владимир Павлович                                    | 28 января 1939   | | |
| 387 | Линник, Юрий Владимирович                                    | 26 июня 1964     | математик | |
| 388 | Лифшиц, Евгений Михайлович                                   | 15 марта 1979    | физик | |
| 389 | Лифшиц, Илья Михайлович                                      | 24 ноября 1970   | физик-теоретик | |
| 390 | Лихачёв, Дмитрий Сергеевич                                   | 24 ноября 1970   | литературовед | |
| 391 | Лихачёв, Николай Петрович                                    | 1 августа 1925   | историк | |
| 392 | Логачёв, Николай Алексеевич                                  | 26 декабря 1984  | | |
| 393 | Логунов, Анатолий Алексеевич                                 | 28 ноября 1972   | физик | |
| 394 | Лузин, Николай Николаевич                                    | 12 января 1929   | математик | Отделение физико-математических наук (математика) |
| 395 | Лукин, Николай Михайлович                                    | 13 февраля 1929  | историк | |
| 396 | Лукинов, Иван Илларионович                                   | 26 декабря 1984  | экономист | |
| 397 | Лукирский, Пётр Иванович                                     | 30 ноября 1946   | | |
| 398 | Лукьяненко, Павел Пантелеймонович                            | 26 июня 1964     | селекционер, растениевод | |
| 399 | Луначарский, Анатолий Васильевич                             | 1 февраля 1930   | литературовед, государственный деятель                                                                                                   | |
| 400 | Луппол, Иван Капитонович                                     | 28 января 1939   | философ | |
| 401 | Лысенко, Трофим Денисович                                    | 29 января 1939   | биолог, селекционер | |
| 402 | Любавский, Матвей Кузьмич                                    | 12 января 1929   | историк | |
| 403 | Люлька, Архип Михайлович                                     | 26 ноября 1968   | инженер-конструктор авиадвигателей | |
| 404 | Лякишев, Николай Павлович                                    | 23 декабря 1987  | | |
| 405 | Ляпунов, Борис Михайлович                                    | 1 декабря 1923   | лингвист | |
| 406 | Магницкий, Владимир Александрович                            | 15 марта 1979    | | |
| 407 | Майский, Иван Михайлович                                     | 30 ноября 1946   | историк, политический деятель | |
| 408 | Макаревский, Александр Иванович                              | 26 ноября 1968   | | академик по Отделению механики и процессов управления (авиация) |
| 409 | Макаров, Валерий Леонидович                                  | 15 декабря 1990  | математик, экономист | |
| 410 | Макаров, Игорь Михайлович                                    | 23 декабря 1987  | | |
| 411 | Макеев, Виктор Петрович                                      | 23 декабря 1976  | механик | академик по Отделению механики и процессов управления (механика) |
| 412 | Максимов, Николай Александрович                              | 30 ноября 1946   | биолог | |
| 413 | Мальцев, Анатолий Иванович                                   | 28 марта 1958    | | |
| 414 | Манандян, Яков Амазаспович                                   | 28 января 1939   | историк | |
| 415 | Мандельштам, Леонид Исаакович                                | 12 января 1929   | физик | |
| 416 | Марджанишвили, Константин Константинович                     | 26 ноября 1974   | | |
| 417 | Марков, Дмитрий Фёдорович                                    | 26 декабря 1984  | литературовед | |
| 418 | Марков, Константин Константинович                            | 24 ноября 1970   | географ | |
| 419 | Марков, Моисей Александрович                                 | 1 июля 1966      | физик | |
| 420 | Марр, Николай Яковлевич                                      | 14 января 1912   | лингвист | |
| 421 | Марченко, Владимир Александрович                             | 23 декабря 1987  | | |
| 422 | Марчук, Гурий Иванович                                       | 26 ноября 1968   | математик | Президент АН СССР в 1986—1991 годах. |
| 423 | Маслов, Виктор Павлович                                      | 26 декабря 1984  | математик | |
| 424 | Маслов, Пётр Павлович                                        | 12 января 1929   | | |
| 425 | Матросов, Владимир Мефодьевич                                | 23 декабря 1987  | | |
| 426 | Медведев, Сергей Сергеевич                                   | 20 июня 1958     | | |
| 427 | Мелентьев, Лев Александрович                                 | 1 июля 1966      | | |
| 428 | Мельников, Владимир Андреевич                                | 29 декабря 1981  | | |
| 429 | Мельников, Николай Васильевич                                | 29 июня 1962     | | |
| 430 | Мельников, Николай Прокофьевич                               | 15 марта 1979    | | |
| 431 | Мельников, Павел Иванович                                    | 29 декабря 1981  | | |
| 432 | Мензбир, Михаил Александрович                                | 12 января 1929   | зоолог | |
| 433 | Меннер, Владимир Васильевич                                  | 1 июля 1966      | | |
| 434 | Месяц, Геннадий Андреевич                                    | 26 декабря 1984  | электрофизик | |
| 435 | Мещанинов, Иван Иванович                                     | 29 марта 1932    | лингвист | |
| 436 | Мигдал, Аркадий Бейнусович                                   | 1 июля 1966      | физик | |
| 437 | Микаэлян, Андрей Леонович                                    | 15 декабря 1990  | | |
| 438 | Микоян, Артём Иванович                                       | 26 ноября 1968   | авиаконструктор | |
| 439 | Микулин, Александр Александрович                             | 27 сентября 1943 | | академик по Отделению технических наук (двигатели внутреннего сгорания) |
| 440 | Милейковский, Абрам Герасимович                              | 29 декабря 1981  | экономист | |
| 441 | Миллионщиков, Михаил Дмитриевич                              | 29 июня 1962     | физик | академик по Отделению технических наук (механика — разделение изотопов) |
| 442 | Миначёв, Хабиб Миначевич                                     | 15 марта 1979    | | |
| 443 | Минц, Александр Львович                                      | 20 июня 1958     | | |
| 444 | Минц, Исаак Израилевич                                       | 30 ноября 1946   | историк | |
| 445 | Мирзабеков, Андрей Дарьевич                                  | 23 декабря 1987  | | |
| 446 | Миронов, Степан Ильич                                        | 30 ноября 1946   | | |
| 447 | Митенков, Фёдор Михайлович                                   | 15 декабря 1990  | | |
| 448 | Митин, Марк Борисович                                        | 28 января 1939   | | |
| 449 | Миткевич, Владимир Фёдорович                                 | 12 января 1929   | физик | |
| 450 | Митропольский, Юрий Алексеевич                               | 26 декабря 1984  | | |
| 451 | Михайлов, Александр Александрович                            | 26 июня 1964     | астроном | |
| 452 | Михалевич, Владимир Сергеевич                                | 26 декабря 1984  | | |
| 453 | Михеев, Михаил Александрович                                 | 23 октября 1953  | | |
| 454 | Мишин, Василий Павлович                                      | 1 июля 1966      | | |
| 455 | Мишустин, Евгений Николаевич                                 | 26 ноября 1974   | | |
| 456 | Мищенко, Евгений Фролович                                    | 26 декабря 1984  | математик | |
| 457 | Моисеев, Никита Николаевич                                   | 26 декабря 1984  | | академик по Отделению информатики, вычислительной техники и автоматизации (информатика) |
| 458 | Мокроносов, Адольф Трофимович                                | 23 декабря 1987  | | |
| 459 | Молин, Юрий Николаевич                                       | 29 декабря 1981  | | |
| 460 | Мусхелишвили, Николай Иванович                               | 28 января 1939   | математик | |
| 461 | Навашин, Сергей Гаврилович                                   | 18 мая 1918      | ботаник | |
| 462 | Надирадзе, Александр Давидович                               | 29 декабря 1981  | | |
| 463 | Надсон, Георгий Адамович                                     | 12 января 1929   | | |
| 464 | Назаров, Иван Николаевич                                     | 23 октября 1953  | | |
| 465 | Накоряков, Владимир Елиферьевич                              | 23 декабря 1987  | | |
| 466 | Наливкин, Дмитрий Васильевич                                 | 30 ноября 1946   | | |
| 467 | Намёткин, Сергей Семёнович                                   | 29 января 1939   | | |
| 468 | Нарочницкий, Алексей Леонтьевич                              | 28 ноября 1972   | историк | |
| 469 | Насонов, Николай Викторович                                  | 4 марта 1906     | зоолог | |
| 470 | Наумов, Борис Николаевич                                     | 26 декабря 1984  | | |
| 471 | Негин, Евгений Аркадьевич                                    | 15 марта 1979    | | |
| 472 | Нейман, Леонид Робертович                                    | 24 ноября 1970   | | |
| 473 | Некрасов, Александр Иванович                                 | 30 ноября 1946   | | академик по Отделению технических наук (механика, гидродинамика) |
| 474 | Некрасов, Николай Николаевич                                 | 26 ноября 1968   | экономист | |
| 475 | Немчинов, Василий Сергеевич                                  | 30 ноября 1946   | экономист | |
| 476 | Несмеянов, Александр Николаевич                              | 27 сентября 1943 | химик | Президент АН СССР в 1951—1961 годах. |
| 477 | Нестерихин, Юрий Ефремович                                   | 29 декабря 1981  | | |
| 478 | Нефёдов, Олег Матвеевич                                      | 23 декабря 1987  | химик | |
| 479 | Нечкина, Милица Васильевна                                   | 20 июня 1958     | историк | |
| 480 | Никитин, Василий Петрович                                    | 28 января 1939   | | академик по Отделению технических наук (электротехника) |
| 481 | Никифоров, Александр Сергеевич                               | 23 декабря 1987  | | |
| 482 | Николаев, Анатолий Васильевич                                | 1 июля 1966      | | |
| 483 | Николаев, Георгий Александрович                              | 15 марта 1979    | | академик по Отделению физикохимии и технологии неорганических материалов (физикохимия и технология неорганических материалов) |
| 484 | Никольский, Борис Петрович                                   | 26 ноября 1968   | | |
| 485 | Никольский, Николай Константинович                           | 8 октября 1916   | филолог | |
| 486 | Никольский, Сергей Михайлович                                | 28 ноября 1972   | математик | |
| 487 | Никонов, Александр Александрович                             | 26 декабря 1984  | экономист | |
| 488 | Новиков, Пётр Сергеевич                                      | 10 июня 1960     | математик | |
| 489 | Новиков, Сергей Петрович                                     | 29 декабря 1981  | математик | |
| 490 | Новожилов, Валентин Валентинович                             | 1 июля 1966      | | |
| 491 | Новожилов, Генрих Васильевич                                 | 26 декабря 1984  | | |
| 492 | Новосёлова, Александра Васильевна                            | 24 ноября 1970   | химик | |
| 493 | Обнорский, Сергей Петрович                                   | 28 января 1939   | лингвист | |
| 494 | Образцов, Владимир Николаевич                                | 28 января 1939   | | академик по Секции научной разработки проблем транспорта |
| 495 | Образцов, Иван Филиппович                                    | 26 ноября 1974   | | |
| 496 | Обреимов, Иван Васильевич                                    | 20 июня 1958     | | |
| 497 | Обручев, Владимир Афанасьевич                                | 12 января 1929   | геолог | |
| 498 | Обухов, Александр Михайлович                                 | 24 ноября 1970   | | |
| 499 | Овсянников, Лев Васильевич                                   | 23 декабря 1987  | | |
| 500 | Овчинников, Юрий Анатольевич                                 | 24 ноября 1970   | биохимик | |
| 501 | Ойзерман, Теодор Ильич                                       | 29 декабря 1981  | философ | |
| 502 | Окладников, Алексей Павлович                                 | 26 ноября 1968   | историк, археолог | |
| 503 | Окунь, Лев Борисович                                         | 15 декабря 1990  | | |
| 504 | Ольденбург, Сергей Фёдорович                                 | 19 апреля 1903   | историк, востоковед | |
| 505 | Омелянский, Василий Леонидович                               | 6 октября 1923   | микробиолог | |
| 506 | Опарин, Александр Иванович                                   | 30 ноября 1946   | биолог | |
| 507 | Орбели, Иосиф Абгарович                                      | 1 июня 1935      | археолог, искусствовед | |
| 508 | Орбели, Леон Абгарович                                       | 1 июня 1935      | физиолог | |
| 509 | Орехов, Александр Павлович                                   | 29 января 1939   | | |
| 510 | Орлов, Александр Сергеевич                                   | 1 февраля 1931   | литературовед | |
| 511 | Орлов, Юрий Александрович                                    | 10 июня 1960     | палеонтолог | |
| 512 | Осико, Вячеслав Васильевич                                   | 23 декабря 1987  | | |
| 513 | Осинский (Оболенский), Валериан Валерианович                 | 29 марта 1932    | | |
| 514 | Осипов, Юрий Сергеевич                                       | 23 декабря 1987  | математик | |
| 515 | Осипьян, Юрий Андреевич                                      | 29 декабря 1981  | физик | |
| 516 | Островитянов, Константин Васильевич                          | 23 октября 1953  | экономист | |
| 517 | Павлов, Алексей Петрович                                     | 9 января 1916    | геолог, палеонтолог | |
| 518 | Павлов, Иван Петрович                                        | 1 декабря 1907   | физиолог, лауреат Нобелевской премии | |
| 519 | Павлов, Михаил Александрович                                 | 29 марта 1932    | | |
| 520 | Павловский, Евгений Никанорович                              | 29 января 1939   | паразитолог | |
| 521 | Павловский, Николай Николаевич                               | 29 марта 1932    | | |
| 522 | Палладин, Александр Владимирович                             | 8 мая 1942       | | |
| 523 | Панин, Виктор Евгеньевич                                     | 23 декабря 1987  | физик | |
| 524 | Панкратова, Анна Михайловна                                  | 23 октября 1953  | историк | |
| 525 | Папалекси, Николай Дмитриевич                                | 28 января 1939   | | |
| 526 | Парин, Василий Васильевич                                    | 1 июля 1966      | физиолог | |
| 527 | Парнас, Яков Оскарович                                       | 8 мая 1942       | биохимик | |
| 528 | Патон, Борис Евгеньевич                                      | 29 июня 1962     | металлург | |
| 529 | Пейве, Александр Вольдемарович                               | 26 июня 1964     | геолог | |
| 530 | Пейве, Ян Вольдемарович                                      | 1 июля 1966      | биолог | |
| 531 | Передерий, Григорий Петрович                                 | 27 сентября 1943 | | |
| 532 | Перетц, Владимир Николаевич                                  | 8 февраля 1914   | филолог | |
| 533 | Петраков, Николай Яковлевич                                  | 15 декабря 1990  | экономист | |
| 534 | Петров, Борис Николаевич                                     | 10 июня 1960     | | |
| 535 | Петров, Георгий Иванович                                     | 20 июня 1958     | | |
| 536 | Петров, Рэм Викторович                                       | 26 декабря 1984  | иммунолог | |
| 537 | Петровский, Борис Васильевич                                 | 1 июля 1966      | медик | |
| 538 | Петровский, Иван Георгиевич                                  | 30 ноября 1946   | математик | |
| 539 | Петрушевский, Дмитрий Моисеевич                              | 12 января 1929   | историк | |
| 540 | Петрянов-Соколов, Игорь Васильевич                           | 1 июля 1966      | химик | |
| 541 | Пилюгин, Николай Алексеевич                                  | 1 июля 1966      | | академик по Отделению механики и процессов управления (автоматическое управление) |
| 542 | Пиотровский, Борис Борисович                                 | 24 ноября 1970   | историк, археолог | |
| 543 | Писаржевский, Лев Владимирович                               | 1 февраля 1930   | | |
| 544 | Питаевский, Лев Петрович                                     | 15 декабря 1990  | физик | |
| 545 | Пичета, Владимир Иванович                                    | 30 ноября 1946   | историк | |
| 546 | Платонов, Владимир Петрович                                  | 23 декабря 1987  | математик | |
| 547 | Платонов, Сергей Фёдорович                                   | 3 апреля 1920    | историк | |
| 548 | Платэ, Николай Альфредович                                   | 23 декабря 1987  | химик | |
| 549 | Погорелов, Алексей Васильевич                                | 23 декабря 1976  | математик | |
| 550 | Пожела, Юрас Карлович                                        | 26 декабря 1984  | физик | |
| 551 | Поздюнин, Валентин Львович                                   | 28 января 1939   | | |
| 552 | Покровский, Михаил Михайлович                                | 12 января 1929   | филолог | |
| 553 | Покровский, Михаил Николаевич                                | 12 января 1929   | историк | |
| 554 | Полканов, Александр Алексеевич                               | 27 сентября 1943 | | |
| 555 | Полынов, Борис Борисович                                     | 30 ноября 1946   | | |
| 556 | Померанчук, Исаак Яковлевич                                  | 26 июня 1964     | | |
| 557 | Пономарёв-Степной, Николай Николаевич                        | 23 декабря 1987  | | |
| 558 | Пономарёв, Борис Николаевич                                  | 29 июня 1962     | историк, политический деятель | |
| 559 | Понтекорво, Бруно Максимович                                 | 26 июня 1964     | физик | |
| 560 | Понтрягин, Лев Семёнович                                     | 20 июня 1958     | математик | |
| 561 | Попков, Валерий Иванович                                     | 1 июля 1966      | | академик по Отделению физико-технических проблем энергетики (энергетика) |
| 562 | Порай-Кошиц, Александр Евгеньевич                            | 1 июня 1935      | | |
| 563 | Поспелов, Гермоген Сергеевич                                 | 26 декабря 1984  | | |
| 564 | Поспелов, Пётр Николаевич                                    | 23 октября 1953  | историк, политический деятель | |
| 565 | Постовский, Исаак Яковлевич                                  | 24 ноября 1970   | | |
| 566 | Потёмкин, Владимир Петрович                                  | 27 сентября 1943 | историк, государственный деятель | |
| 567 | Прасолов, Леонид Иванович                                    | 1 июня 1935      | географ, геолог и почвовед | |
| 568 | Примаков, Евгений Максимович                                 | 15 марта 1979    | экономист, государственный деятель | |
| 569 | Прокошкин, Юрий Дмитриевич                                   | 15 декабря 1990  | физик | |
| 570 | Прохоров, Александр Михайлович                               | 1 июля 1966      | физик, лауреат Нобелевской премии | |
| 571 | Прохоров, Юрий Васильевич                                    | 28 ноября 1972   | математик | |
| 572 | Прянишников, Дмитрий Николаевич                              | 12 января 1929   | | |
| 573 | Пугачёв, Владимир Семёнович                                  | 29 декабря 1981  | | |
| 574 | Пузырёв, Николай Никитович                                   | 26 декабря 1984  | | |
| 575 | Пурин, Бруно Андреевич                                       | 23 декабря 1987  | | |
| 576 | Пустовойт, Василий Степанович                                | 26 июня 1964     | | |
| 577 | Пущаровский, Юрий Михайлович                                 | 26 декабря 1984  | | |
| 578 | Работнов, Юрий Николаевич                                    | 28 марта 1958    | | |
| 579 | Разуваев, Григорий Алексеевич                                | 1 июля 1966      | | |
| 580 | Расплетин, Александр Андреевич                               | 26 июня 1964     | | академик по Отделению технических наук |
| 581 | Раушенбах, Борис Викторович                                  | 26 декабря 1984  | | академик по Отделению физических наук |
| 582 | Ребане, Карл Карлович                                        | 23 декабря 1987  | физик | |
| 583 | Ребиндер, Пётр Александрович                                 | 30 ноября 1946   | физик | |
| 584 | Ремесло, Василий Николаевич                                  | 26 ноября 1974   | селекционер | |
| 585 | Реутов, Олег Александрович                                   | 26 июня 1964     | | |
| 586 | Решетнёв, Михаил Фёдорович                                   | 26 декабря 1984  | | |
| 587 | Решетняк, Юрий Григорьевич                                   | 23 декабря 1987  | | |
| 588 | Ржанов, Анатолий Васильевич                                  | 26 декабря 1984  | физик | |
| 589 | Ржевский, Владимир Васильевич                                | 29 декабря 1981  | | |
| 590 | Рихтер, Андрей Александрович                                 | 29 марта 1932    | физиолог растений | |
| 591 | Родионов, Владимир Михайлович                                | 27 сентября 1943 | химик | академик по Отделению химических наук (органическая химия) |
| 592 | Рождественский, Дмитрий Сергеевич                            | 12 января 1929   | физик | |
| 593 | Розанов, Матвей Никанорович                                  | 15 января 1921   | литературовед | |
| 594 | Ростовцев, Михаил Иванович                                   | 15 апреля 1917   | историк | |
| 595 | Ротштейн, Фёдор Аронович                                     | 28 января 1939   | историк, политический деятель | |
| 596 | Рощевский, Михаил Павлович                                   | 15 декабря 1990  | | |
| 597 | Руденко, Юрий Николаевич                                     | 23 декабря 1987  | | |
| 598 | Румянцев, Алексей Матвеевич                                  | 1 июля 1966      | экономист | |
| 599 | Рундквист, Дмитрий Васильевич                                | 15 декабря 1990  | | |
| 600 | Рыбаков, Борис Александрович                                 | 20 июня 1958     | историк, археолог | |
| 601 | Рыжов, Юрий Алексеевич                                       | 23 декабря 1987  | | |
| 602 | Рыкалин, Николай Николаевич                                  | 26 ноября 1968   | | академик по Отделению физикохимии и технологии неорганических материалов (технология неорганических материалов и металлургия) |
| 603 | Рыльский, Максим Фадеевич                                    | 20 июня 1958     | писатель | |
| 604 | Рязанов, Давид Борисович                                     | 12 января 1929   | историк, политический деятель | |
| 605 | Саваренский, Фёдор Петрович                                  | 27 сентября 1943 | | |
| 606 | Савельев, Максимилиан Александрович                          | 29 марта 1932    | экономист, политический деятель | |
| 607 | Савин, Анатолий Иванович                                     | 26 декабря 1984  | | академик по Отделению информатики, вычислительной техники и автоматизации (автоматизированные системы) |
| 608 | Сагдеев, Роальд Зиннурович                                   | 26 ноября 1968   | астрофизик | |
| 609 | Садовский, Виссарион Дмитриевич                              | 24 ноября 1970   | | |
| 610 | Садовский, Михаил Александрович                              | 1 июля 1966      | | |
| 611 | Садыков, Абид Садыкович                                      | 28 ноября 1972   | химик | |
| 612 | Сажин, Николай Петрович                                      | 26 июня 1964     | | |
| 613 | Сакулин, Павел Никитич                                       | 12 января 1929   | литературовед | |
| 614 | Самарин, Александр Михайлович                                | 1 июля 1966      | | |
| 615 | Самарский, Александр Андреевич                               | 23 декабря 1976  | | |
| 616 | Самойлович, Александр Николаевич                             | 12 января 1929   | лингвист | |
| 617 | Самсонов, Александр Михайлович                               | 29 декабря 1981  | историк | |
| 618 | Сатпаев, Каныш Имантаевич                                    | 30 ноября 1946   | геолог | |
| 619 | Сахаров, Андрей Дмитриевич                                   | 23 октября 1953  | физик, общественный деятель, лауреат Нобелевской премии мира                                                                             | академик АН СССР по Отделению физико-математических наук (физика) |
| 620 | Свидерский, Владимир Леонидович                              | 23 декабря 1987  | физиолог | |
| 621 | Свищёв, Георгий Петрович                                     | 23 декабря 1976  | | |
| 622 | Северин, Сергей Евгеньевич                                   | 26 ноября 1968   | биохимик | |
| 623 | Северный, Андрей Борисович                                   | 26 ноября 1968   | астрофизик | |
| 624 | Северцов, Алексей Николаевич                                 | 6 ноября 1920    | зоолог | |
| 625 | Севостьянов, Григорий Николаевич                             | 23 декабря 1987  | историк | |
| 626 | Седов, Леонид Иванович                                       | 23 октября 1953  | математик и механик | |
| 627 | Семенихин, Владимир Сергеевич                                | 28 ноября 1972   | | |
| 628 | Семёнов, Николай Николаевич                                  | 29 марта 1932    | физикохимик, лауреат Нобелевской премии по химии                                                                                         | |
| 629 | Семихатов, Николай Александрович                             | 15 декабря 1990  | | |
| 630 | Сергеев-Ценский, Сергей Николаевич                           | 27 сентября 1943 | писатель | |
| 631 | Сергеев, Евгений Михайлович                                  | 15 марта 1979    | | |
| 632 | Серебренников, Борис Александрович                           | 26 декабря 1984  | лингвист | |
| 633 | Сидоренко, Александр Васильевич                              | 1 июля 1966      | геолог | |
| 634 | Симонов, Павел Васильевич                                    | 23 декабря 1987  | физиолог | |
| 635 | Сисакян, Норайр Мартиросович                                 | 10 июня 1960     | биолог | |
| 636 | Ситарян, Степан Арамаисович                                  | 23 декабря 1987  | экономист | |
| 637 | Сказкин, Сергей Данилович                                    | 20 июня 1958     | историк | |
| 638 | Скобельцын, Дмитрий Владимирович                             | 30 ноября 1946   | физик | |
| 639 | Скок, Владимир Иванович                                      | 23 декабря 1987  | | |
| 640 | Скочинский, Александр Александрович                          | 1 июня 1935      | учёный в области горного дела | |
| 641 | Скринский, Александр Николаевич                              | 24 ноября 1970   | физик | |
| 642 | Скрябин, Георгий Константинович                              | 15 марта 1979    | | |
| 643 | Скрябин, Константин Иванович                                 | 29 января 1939   | | |
| 644 | Скулачёв, Владимир Петрович                                  | 15 декабря 1990  | | |
| 645 | Смирнов, Владимир Иванович (математик)                       | 27 сентября 1943 | математик | |
| 646 | Смирнов, Владимир Иванович (геолог)                          | 29 июня 1962     | геолог | |
| 647 | Смирнов, Георгий Лукич                                       | 23 декабря 1987  | философ | |
| 648 | Смирнов, Сергей Сергеевич                                    | 27 сентября 1943 | геолог | |
| 649 | Соболев, Виктор Викторович                                   | 29 декабря 1981  | | |
| 650 | Соболев, Владимир Степанович                                 | 28 марта 1958    | | |
| 651 | Соболев, Николай Владимирович                                | 15 декабря 1990  | | |
| 652 | Соболев, Сергей Львович                                      | 29 января 1939   | математик | |
| 653 | Соболевский, Алексей Иванович                                | 7 октября 1900   | лингвист | |
| 654 | Соколов, Борис Сергеевич                                     | 26 ноября 1968   | геолог, палеонтолог | |
| 655 | Соколов, Владимир Евгеньевич                                 | 26 ноября 1974   | биолог | |
| 656 | Солнцев, Сергей Иванович                                     | 12 января 1929   | экономист | |
| 657 | Соломенко, Николай Степанович                                | 26 декабря 1984  | | |
| 658 | Сочава, Виктор Борисович                                     | 26 ноября 1968   | | |
| 659 | Спасокукоцкий, Сергей Иванович                               | 8 мая 1942       | медик | |
| 660 | Спасский, Игорь Дмитриевич                                   | 23 декабря 1987  | | |
| 661 | Сперанский, Алексей Дмитриевич                               | 29 января 1939   | | |
| 662 | Сперанский, Михаил Несторович                                | 14 мая 1921      | филолог | |
| 663 | Спирин, Александр Сергеевич                                  | 24 ноября 1970   | биолог | |
| 664 | Спицын, Виктор Иванович                                      | 20 июня 1958     | | |
| 665 | Стеклов, Владимир Андреевич                                  | 3 марта 1912     | математик | |
| 666 | Степанов, Георгий Владимирович                               | 29 декабря 1981  | лингвист | |
| 667 | Степанов, Павел Иванович                                     | 29 января 1939   | | |
| 668 | Степанов, Юрий Сергеевич                                     | 15 декабря 1990  | лингвист | |
| 669 | Стечкин, Борис Сергеевич                                     | 23 октября 1953  | | академик по Отделению технических наук (теплотехника) |
| 670 | Стражеско, Николай Дмитриевич                                | 27 сентября 1943 | | |
| 671 | Страхов, Николай Михайлович                                  | 23 октября 1953  | | |
| 672 | Струве, Василий Васильевич                                   | 1 июня 1935      | историк | |
| 673 | Струве, Пётр Бернгардович                                    | 13 мая 1917      | экономист, политический деятель | |
| 674 | Струмилин, Станислав Густавович                              | 1 февраля 1931   | экономист | |
| 675 | Струминский, Владимир Васильевич                             | 1 июля 1966      | механик | академик по Отделению механики и процессов управления (механика) |
| 676 | Струнников, Владимир Александрович                           | 23 декабря 1987  | | |
| 677 | Стырикович, Михаил Адольфович                                | 26 июня 1964     | | |
| 678 | Субботин, Валерий Иванович                                   | 23 декабря 1987  | | |
| 679 | Сукачёв, Владимир Николаевич                                 | 27 сентября 1943 | | |
| 680 | Сурков, Виктор Семёнович                                     | 23 декабря 1987  | | |
| 681 | Сушкин, Пётр Петрович                                        | 1 сентября 1923  | зоолог | |
| 682 | Сущеня, Леонид Михайлович                                    | 15 декабря 1990  | зоолог | |
| 683 | Сыркин, Яков Кивович                                         | 26 июня 1964     | химик | |
| 684 | Сыромятников, Сергей Петрович                                | 27 сентября 1943 | | академик по Отделению технических наук (теплотехника, паровозы) |
| 685 | Тавхелидзе, Альберт Никифорович                              | 15 декабря 1990  | физик | |
| 686 | Тамм, Игорь Евгеньевич                                       | 23 октября 1953  | физик-теоретик, лауреат Нобелевской премии                                                                                               | |
| 687 | Тананаев, Иван Владимирович                                  | 20 июня 1958     | химик | |
| 688 | Тарле, Евгений Викторович                                    | 7 мая 1927       | историк | |
| 689 | Тарчевский, Игорь Анатольевич                                | 23 декабря 1987  | биолог | |
| 690 | Татаринов, Леонид Петрович                                   | 29 декабря 1981  | зоолог | |
| 691 | Таусон, Лев Владимирович                                     | 29 декабря 1981  | геохимик | |
| 692 | Тахтаджян, Армен Леонович                                    | 28 ноября 1972   | ботаник | |
| 693 | Теренин, Александр Николаевич                                | 29 января 1939   | физикохимик | |
| 694 | Терпигорев, Александр Митрофанович                           | 1 июня 1935      | | |
| 695 | Терсков, Иван Александрович                                  | 29 декабря 1981  | биофизик | |
| 696 | Тимаков, Владимир Дмитриевич                                 | 26 ноября 1968   | медик | |
| 697 | Титов, Владимир Михайлович                                   | 15 декабря 1990  | механик | |
| 698 | Тихвинский, Сергей Леонидович                                | 29 декабря 1981  | историк, востоковед | |
| 699 | Тихомиров, Михаил Николаевич                                 | 23 октября 1953  | историк | |
| 700 | Тихонов, Андрей Николаевич                                   | 1 июля 1966      | математик | |
| 701 | Тищенко, Вячеслав Евгеньевич                                 | 1 июня 1935      | химик | |
| 702 | Толстиков, Генрих Александрович                              | 23 декабря 1987  | химик | |
| 703 | Толстой, Алексей Николаевич                                  | 28 января 1939   | писатель | |
| 704 | Толстой, Иван Иванович                                       | 30 ноября 1946   | филолог | |
| 705 | Толстой, Никита Ильич                                        | 23 декабря 1987  | лингвист | |
| 706 | Топоров, Владимир Николаевич                                 | 15 декабря 1990  | лингвист | |
| 707 | Топчиев, Александр Васильевич                                | 4 июня 1949      | химик | |
| 708 | Трайнин, Илья Павлович                                       | 28 января 1939   | правовед | |
| 709 | Трапезников, Вадим Александрович                             | 10 июня 1960     | | академик по Отделению физико-технических наук (автоматика) |
| 710 | Трахтенберг, Иосиф Адольфович                                | 28 января 1939   | экономист | |
| 711 | Третьяков, Юрий Дмитриевич                                   | 23 декабря 1987  | химик | |
| 712 | Трефилов, Виктор Иванович                                    | 23 декабря 1987  | металлург | |
| 713 | Трёшников, Алексей Фёдорович                                 | 29 декабря 1981  | географ | |
| 714 | Трофимук, Андрей Алексеевич                                  | 28 марта 1958    | геолог | |
| 715 | Тулайков, Николай Максимович                                 | 29 марта 1932    | почвовед | |
| 716 | Туманский, Сергей Константинович                             | 26 ноября 1968   | | |
| 717 | Туполев, Алексей Андреевич                                   | 26 декабря 1984  | авиаконструктор | |
| 718 | Туполев, Андрей Николаевич                                   | 23 октября 1953  | авиаконструктор | академик по Отделению технических наук (самолётостроение) |
| 719 | Тучкевич, Владимир Максимович                                | 24 ноября 1970   | физик | |
| 720 | Тюменев, Александр Ильич                                     | 29 марта 1932    | историк | |
| 721 | Тюрин, Иван Владимирович                                     | 23 октября 1953  | почвовед | |
| 722 | Уголев, Александр Михайлович                                 | 26 декабря 1984  | физиолог | |
| 723 | Уразов, Георгий Григорьевич                                  | 30 ноября 1946   | химик | |
| 724 | Усов, Михаил Антонович                                       | 29 января 1939   | геолог | |
| 725 | Успенский, Фёдор Иванович                                    | 9 января 1916    | историк | |
| 726 | Успенский, Яков Викторович                                   | 2 апреля 1921    | математик | |
| 727 | Уткин, Владимир Фёдорович                                    | 26 декабря 1984  | | |
| 728 | Ухтомский, Алексей Алексеевич                                | 1 июня 1935      | физиолог | |
| 729 | Фаворский, Алексей Евграфович                                | 12 января 1929   | химик | |
| 730 | Фаворский, Олег Николаевич                                   | 15 декабря 1990  | | |
| 731 | Фаддеев, Людвиг Дмитриевич                                   | 23 декабря 1976  | математик и физик-теоретик | академик по Отделению математики (специальность «математика») |
| 732 | Федин, Константин Александрович                              | 20 июня 1958     | писатель | |
| 733 | Федоренко, Николай Прокофьевич                               | 26 июня 1964     | экономист | |
| 734 | Фёдоров, Евгений Константинович                              | 10 июня 1960     | геофизик | |
| 735 | Федосеев, Пётр Николаевич                                    | 10 июня 1960     | философ | |
| 736 | Федосов, Евгений Александрович                               | 26 декабря 1984  | | академик по Отделению механики и процессов управления (процессы управления) |
| 737 | Ферсман, Александр Евгеньевич                                | 1 февраля 1919   | геолог | |
| 738 | Фесенков, Василий Григорьевич                                | 1 июня 1935      | астрофизик | |
| 739 | Флёров, Георгий Николаевич                                   | 26 ноября 1968   | физик | |
| 740 | Фок, Владимир Александрович                                  | 29 января 1939   | физик | |
| 741 | Фокин, Александр Васильевич                                  | 26 ноября 1974   | химик | |
| 742 | Фрадкин, Ефим Самойлович                                     | 15 декабря 1990  | физик | |
| 734 | Франк, Глеб Михайлович                                       | 1 июля 1966      | биофизик | |
| 744 | Франк, Илья Михайлович                                       | 26 ноября 1968   | физик, лауреат Нобелевской премии | |
| 745 | Францев, Владимир Андреевич                                  | 9 ноября 1921    | историк-славист | |
| 746 | Францов (Францев), Георгий (Юрий) Павлович                   | 26 июня 1964     | историк, философ | |
| 747 | Фридлендер, Георгий Михайлович                               | 15 декабря 1990  | литературовед | |
| 748 | Фридляндер, Иосиф Наумович                                   | 26 декабря 1984  | | академик по Отделению физикохимии и технологии неорганических материалов (физикохимия и технология неорганических материалов) |
| 749 | Фриче, Владимир Максимович                                   | 13 февраля 1929  | литературовед | |
| 750 | Фролов, Иван Тимофеевич                                      | 23 декабря 1987  | философ | |
| 751 | Фролов, Константин Васильевич                                | 26 декабря 1984  | | академик по Отделению механики и процессов управления (машиностроение, в том числе транспортное машиностроение). Вице-президент РАН с 15 ноября 1985 г. по 1 ноября 1996 г. Академик-секретарь Отделения проблем машиностроения, механики и процессов управления АН СССР (1985—1992). |
| 752 | Фрумкин, Александр Наумович                                  | 29 марта 1932    | физикохимик | |
| 753 | Фурсенко, Александр Александрович                            | 15 декабря 1990  | историк | |
| 754 | Хаин, Виктор Ефимович                                        | 23 декабря 1987  | геолог | |
| 755 | Халатников, Исаак Маркович                                   | 26 декабря 1984  | физик | |
| 756 | Харадзе, Евгений Кириллович                                  | 26 декабря 1984  | астрофизик | |
| 757 | Харитон, Юлий Борисович                                      | 23 октября 1953  | физик | |
| 758 | Харкевич, Александр Александрович                            | 26 июня 1964     | | |
| 759 | Хачатуров, Тигран Сергеевич                                  | 1 июля 1966      | экономист | |
| 760 | Хвостов, Владимир Михайлович                                 | 26 июня 1964     | историк | |
| 761 | Хлопин, Виталий Григорьевич                                  | 29 января 1939   | химик | |
| 762 | Хохлов, Рем Викторович                                       | 26 ноября 1974   | физик | |
| 763 | Храпченко, Михаил Борисович                                  | 1 июля 1966      | литературовед | |
| 764 | Христианович, Сергей Алексеевич                              | 27 сентября 1943 | математик, механик | |
| 765 | Хрущов, Николай Григорьевич                                  | 15 декабря 1990  | биолог | |
| 766 | Целиков, Александр Иванович                                  | 26 июня 1964     | металлург | академик по Отделению физикохимии и технологии неорганических материалов (конструкционые материалы и их обработка) |
| 767 | Церетели, Георгий Васильевич                                 | 26 ноября 1968   | лингвист | |
| 768 | Цицин, Николай Васильевич                                    | 29 января 1939   | ботаник | |
| 769 | Цыпкин, Яков Залманович                                      | 15 декабря 1990  | | |
| 770 | Чазов, Евгений Иванович                                      | 15 марта 1979    | медик | |
| 771 | Чайлахян, Михаил Христофорович                               | 26 ноября 1968   | ботаник | |
| 772 | Чаплыгин, Сергей Алексеевич                                  | 12 января 1929   | математик, механик | академик по Отделению физико-математических наук (аэро- и гидродинамика) |
| 773 | Чекмарёв, Александр Петрович                                 | 26 ноября 1968   | металлург | |
| 774 | Челомей, Владимир Николаевич                                 | 29 июня 1962     | | академик по Отделению технических наук (механика) |
| 775 | Челышев, Евгений Петрович                                    | 23 декабря 1987  | литературовед | |
| 776 | Черенков, Павел Алексеевич                                   | 24 ноября 1970   | физик, лауреат Нобелевской премии | |
| 777 | Черепнин, Лев Владимирович                                   | 28 ноября 1972   | историк | |
| 778 | Черниговский, Владимир Николаевич                            | 10 июня 1960     | физиолог | |
| 779 | Чёрный, Горимир Горимирович                                  | 29 декабря 1981  | механик | |
| 780 | Чернышёв, Александр Алексеевич                               | 29 марта 1932    | | |
| 781 | Черняев, Илья Ильич                                          | 27 сентября 1943 | химик | |
| 782 | Черский, Николай Васильевич                                  | 29 декабря 1981  | геолог | |
| 783 | Чижевский, Николай Прокопьевич                               | 28 января 1939   | металлург | |
| 784 | Чичибабин, Алексей Евгеньевич                                | 29 января 1929   | химик | академик АН СССР (по Отделению физико-математических наук (химия) с 29 января 1929 г. |
| 785 | Чудаков, Александр Евгеньевич                                | 23 декабря 1987  | физик | |
| 786 | Чудаков, Евгений Алексеевич                                  | 28 января 1939   | | академик по Отделению технических наук (механика) с 28 января 1939 г. Вице-президент Академии наук с 28 февраля 1939 г. по 8 мая 1942 г. |
| 787 | Чухров, Фёдор Васильевич                                     | 24 ноября 1970   | геолог | |
| 788 | Шайн, Григорий Абрамович                                     | 29 января 1939   | астроном | |
| 789 | Шальников, Александр Иосифович                               | 15 марта 1979    | физик | |
| 790 | Шапошников, Владимир Николаевич                              | 23 октября 1953  | | |
| 791 | Шарвин, Юрий Васильевич                                      | 23 декабря 1987  | | |
| 792 | Шаталин, Станислав Сергеевич                                 | 23 декабря 1987  | экономист | |
| 793 | Шатский, Николай Сергеевич                                   | 23 октября 1953  | геолог | |
| 794 | Шварц, Станислав Семёнович                                   | 24 ноября 1970   | зоолог | |
| 795 | Швейкин, Геннадий Петрович                                   | 23 декабря 1987  | | |
| 796 | Шевяков, Лев Дмитриевич                                      | 28 января 1939   | | |
| 797 | Шейндлин, Александр Ефимович                                 | 26 ноября 1974   | | |
| 798 | Шемякин, Евгений Иванович                                    | 26 декабря 1984  | | |
| 799 | Шемякин, Михаил Михайлович                                   | 20 июня 1958     | | |
| 800 | Шенфер, Клавдий Ипполитович                                  | 29 марта 1932    | | академик по Отделению математических и естественных наук (электротехника) |
| 801 | Шереметьевский, Николай Николаевич                           | 26 декабря 1984  | | |
| 802 | Шило, Николай Алексеевич                                     | 24 ноября 1970   | | |
| 803 | Шилов, Александр Евгеньевич                                  | 15 декабря 1990  | | |
| 804 | Шиманский, Юлиан Александрович                               | 23 октября 1953  | | |
| 805 | Ширшов, Пётр Петрович                                        | 29 января 1939   | | |
| 806 | Шишмарёв, Владимир Фёдорович                                 | 30 ноября 1946   | филолог-романист | |
| 807 | Шмальгаузен, Иван Иванович                                   | 1 июня 1935      | | |
| 808 | Шмелёв, Дмитрий Николаевич                                   | 23 декабря 1987  | лингвист | |
| 809 | Шмидт, Отто Юльевич                                          | 1 июня 1935      | математик, географ | |
| 810 | Шолохов, Михаил Александрович                                | 28 января 1939   | писатель, лауреат Нобелевской премии | |
| 811 | Шорыгин, Павел Полиевктович                                  | 29 января 1939   | химик | академик по Отделению математических и естественных наук (химия) |
| 812 | Шпак, Владимир Степанович                                    | 29 декабря 1981  | | |
| 813 | Штерн, Лина Соломоновна                                      | 29 января 1939   | физиолог | |
| 814 | Шубников, Алексей Васильевич                                 | 23 октября 1953  | физик-кристаллограф | |
| 815 | Шулейкин, Василий Владимирович                               | 30 ноября 1946   | | академик по Отделению физико-математических наук (физика моря) |
| 816 | Шулейкин, Михаил Васильевич                                  | 28 января 1939   | | академик по Отделению технических наук (радиотехника) |
| 817 | Шульц, Михаил Михайлович                                     | 15 марта 1979    | физикохимик | |
| 818 | Шумный, Владимир Константинович                              | 15 декабря 1990  | биолог, генетик | Отделение общей биологии (генетика) |
| 819 | Щерба, Лев Владимирович                                      | 27 сентября 1943 | лингвист | |
| 820 | Щербаков, Дмитрий Иванович                                   | 23 октября 1953  | геолог | |
| 821 | Щербатской, Фёдор Ипполитович                                | 2 ноября 1918    | филолог, востоковед | |
| 822 | Щукин, Александр Николаевич                                  | 23 октября 1953  | учёный в области радиотехники и радиофизики                                                                                              | |
| 823 | Щусев, Алексей Викторович                                    | 27 сентября 1943 | архитектор, искусствовед | академик по Отделению истории и философии (теория и история архитектуры) |
| 824 | Эмануэль, Николай Маркович                                   | 1 июля 1966      | физикохимик | |
| 825 | Энгельгардт, Владимир Александрович                          | 23 октября 1953  | биохимик и специалист по молекулярной биологии, первый руководитель Института молекулярной биологии АН СССР                              | |
| 826 | Юдин, Павел Фёдорович                                        | 23 октября 1953  | философ, политический деятель | |
| 827 | Юрьев, Борис Николаевич                                      | 27 сентября 1943 | учёный-авиатор, генерал-лейтенант инженерно-технической службы                                                                           | академик по отделению технических наук (аэродинамика, авиация) |
| 828 | Яковлев, Александр Николаевич                                | 15 декабря 1990  | историк, политический и общественный деятель, публицист                                                                                  | |
| 829 | Яковлев, Александр Сергеевич                                 | 23 декабря 1976  | авиаконструктор, генерал-полковник авиации                                                                                               | |
| 830 | Яковлев, Сергей Васильевич                                   | 23 декабря 1987  | специалист в области физикохимии и биохимии очистки природных и сточных вод, систем водоснабжения и канализации промышленного назначения | |
| 831 | Янгель, Михаил Кузьмич                                       | 1 июля 1966      | конструктор ракетно-космических комплексов                                                                                               | |
| 832 | Яненко, Николай Николаевич                                   | 24 ноября 1970   | специалист в области прикладной математики и механики                                                                                    | |
| 833 | Янин, Валентин Лаврентьевич                                  | 15 декабря 1990  | историк, археолог | |
| 834 | Яншин, Александр Леонидович                                  | 28 марта 1958    | специалист в области геологических наук (тектоники, геоморфологии, стратиграфии, литологии)                                              | |
| 835 | Ярославский, Емельян Михайлович (Губельман Миней Израилевич) | 28 января 1939   | революционер, историк, деятель Коммунистической партии, идеолог и руководитель антирелигиозной политики в СССР                           | |

## На почтовых марках и на денежных знаках

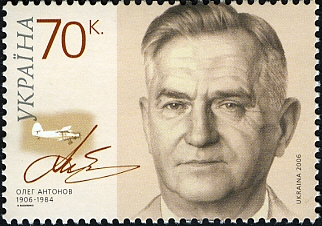
О. К. Антонов. Почтовая марка Украины, 2006 год
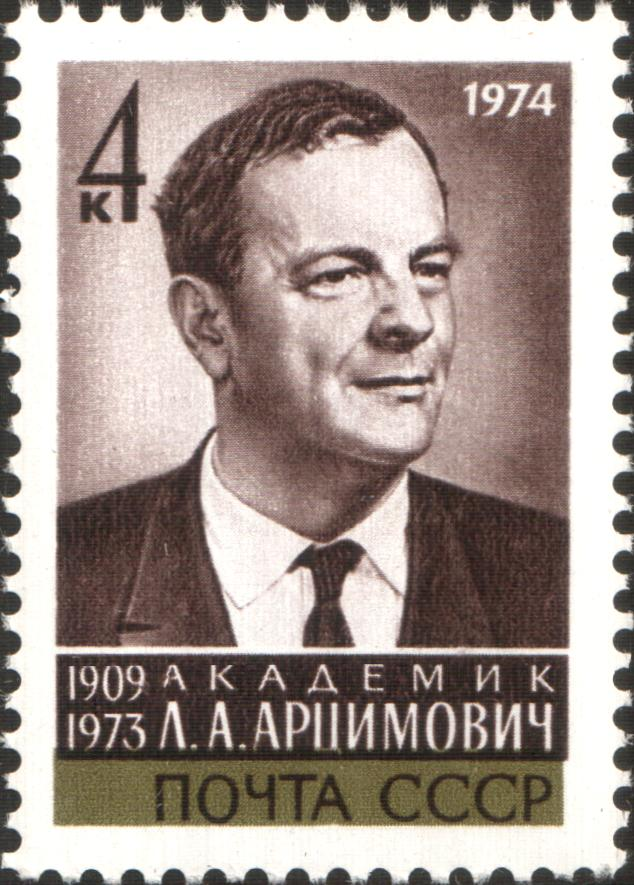
Л. А. Арцимович. Почтовая марка СССР, 1974 год
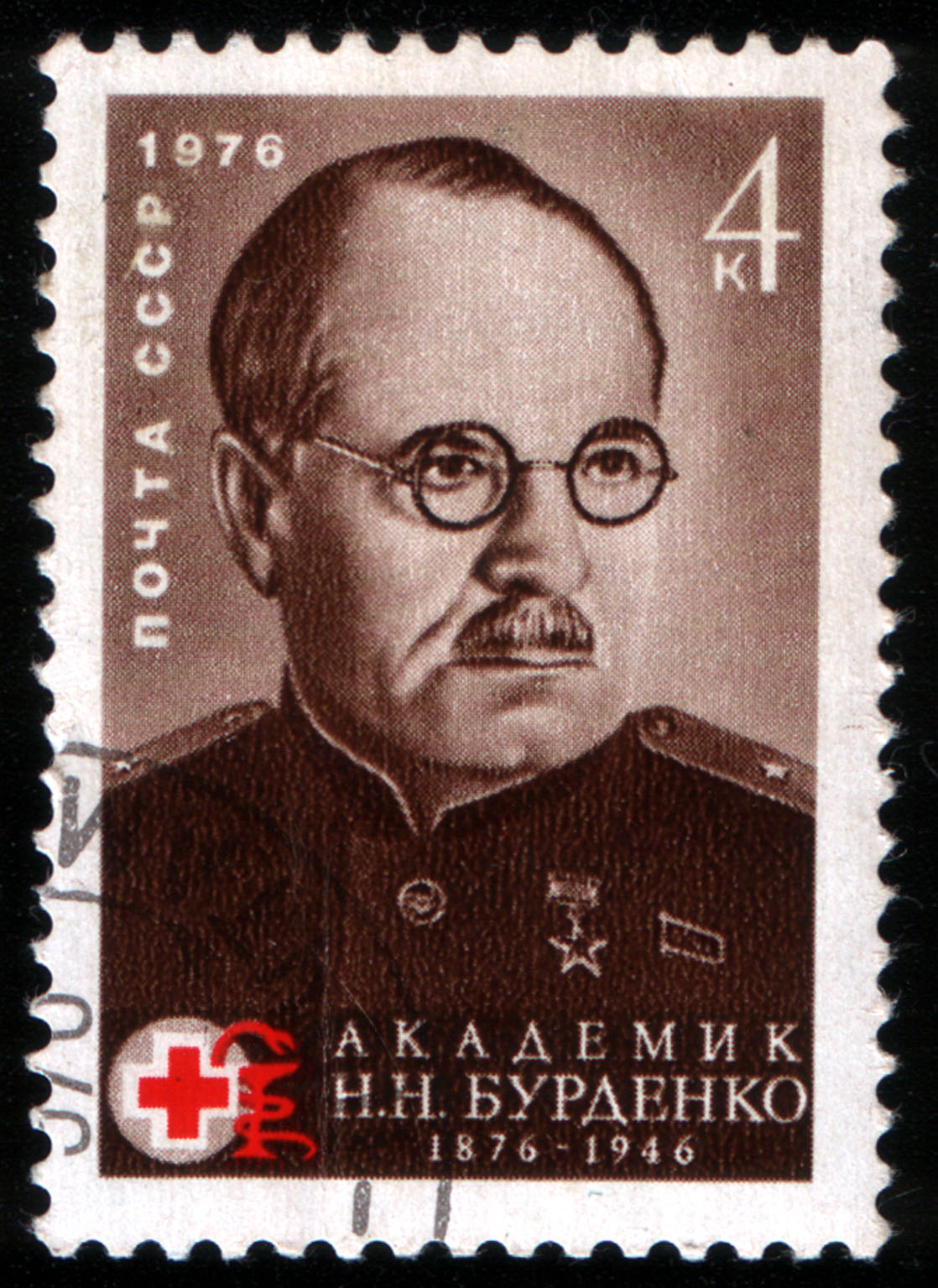
Н. Н. Бурденко. Почтовая марка СССР, 1976 год
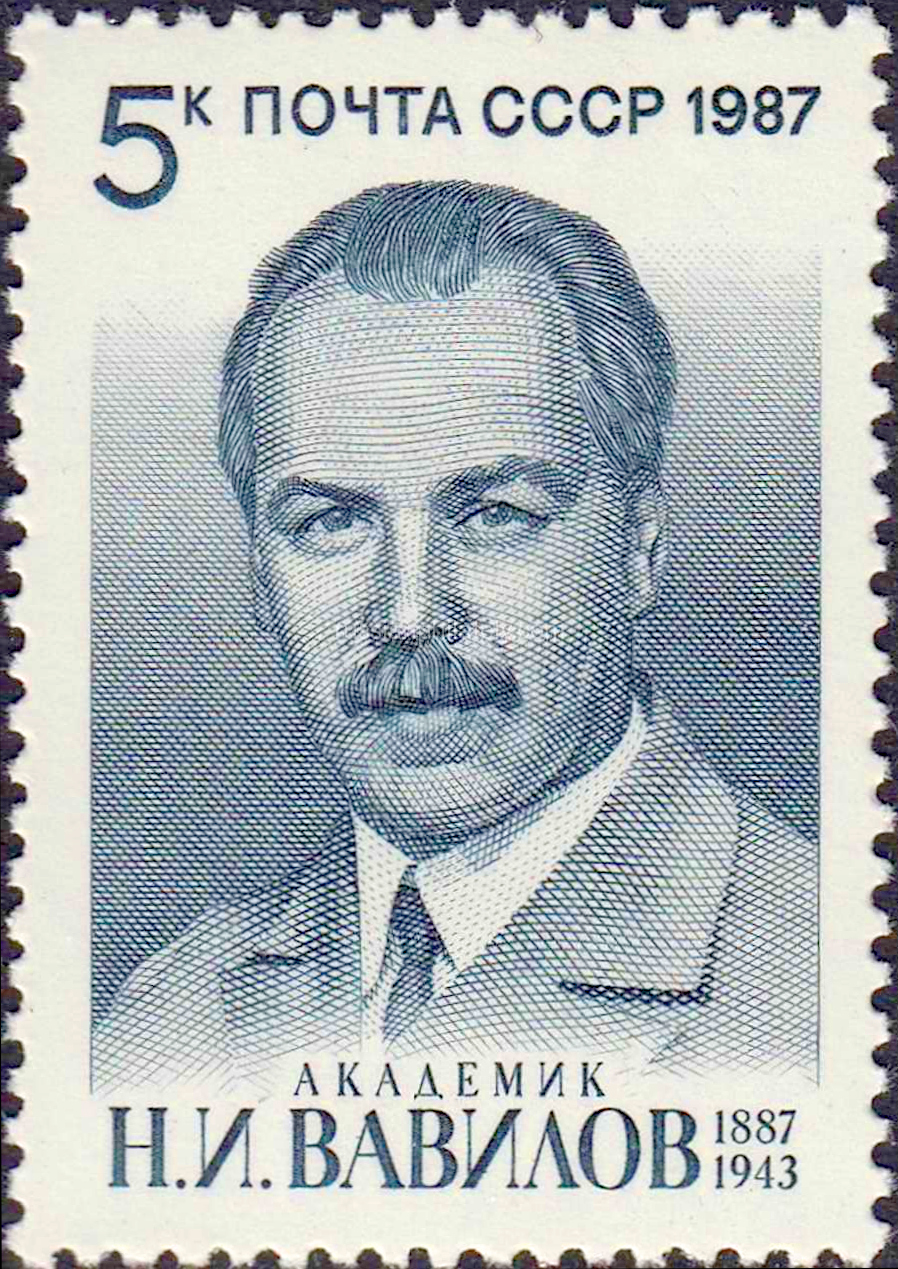
Н. И. Вавилов. Почтовая марка СССР, 1987 год
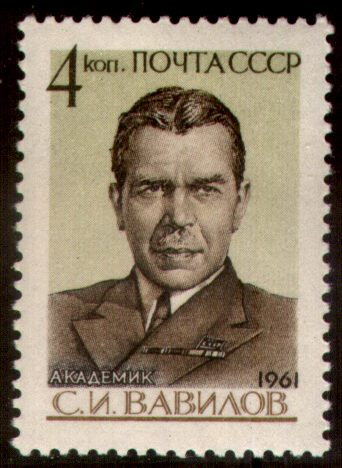
С. И. Вавилов. Почтовая марка СССР, 1961 год
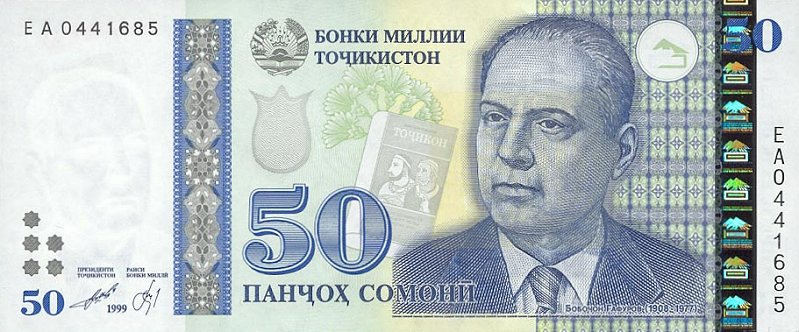
Б. Гафуров. 50 таджикских сомони
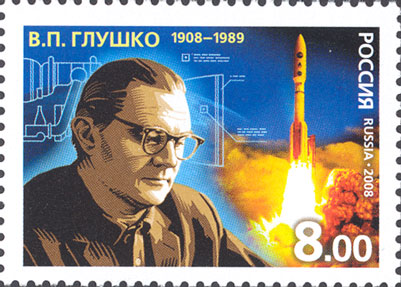
В. П. Глушко. Почтовая марка России, 2008 год
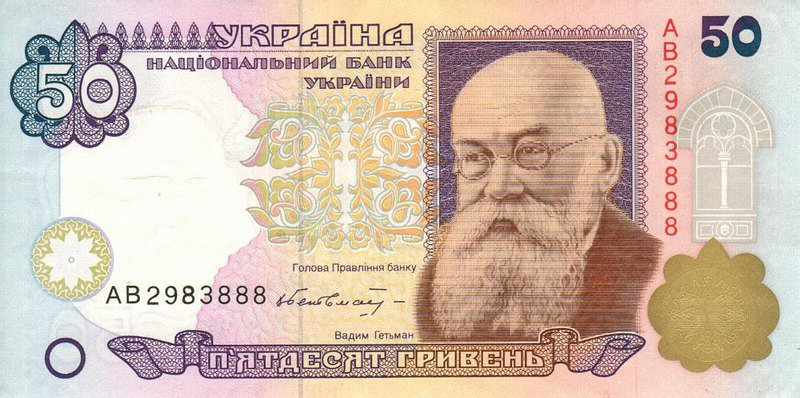
М. С. Грушевский. 50 украинских гривен
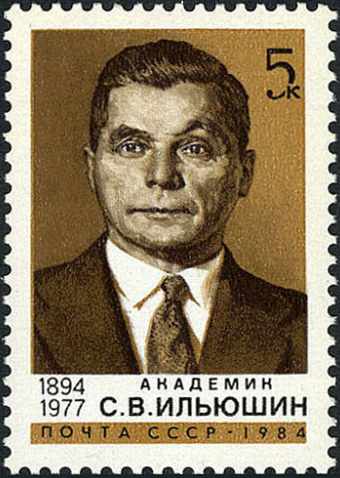
С. В. Ильюшин. Почтовая марка СССР, 1984 год
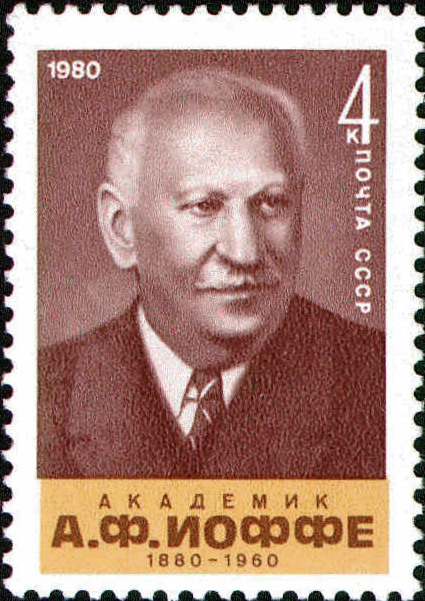
А. Ф. Иоффе. Почтовая марка СССР, 1980 год
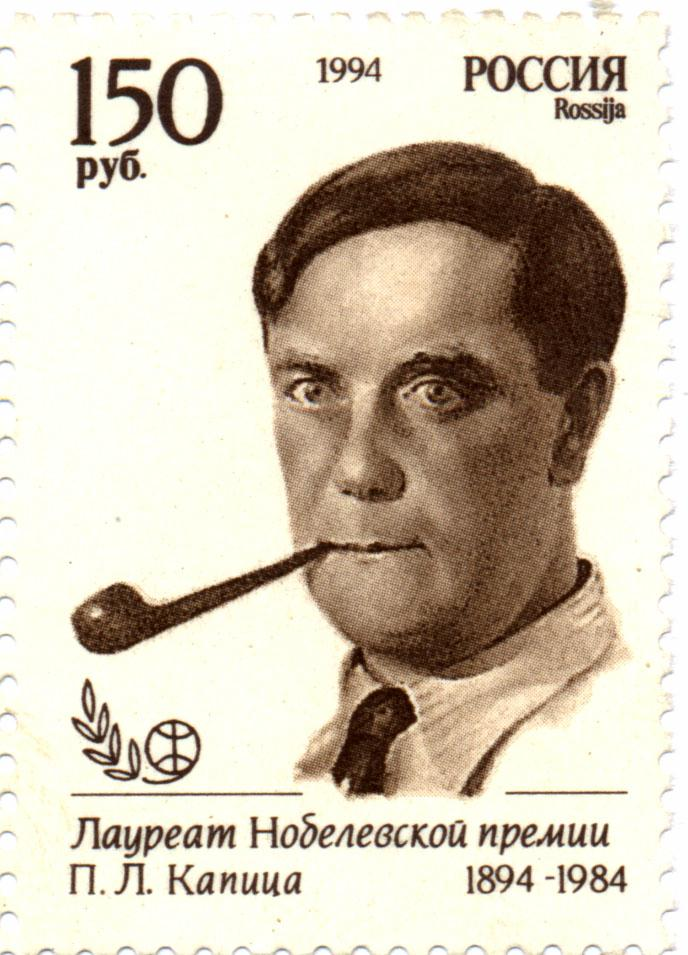
П. Л. Капица. Почтовая марка России, 1994 год
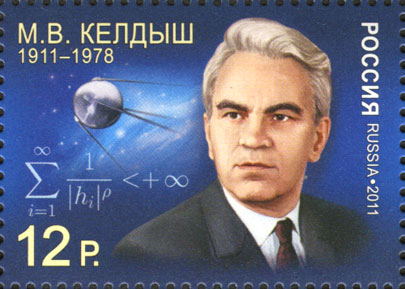
М. В. Келдыш. Почтовая марка России, 2011 год
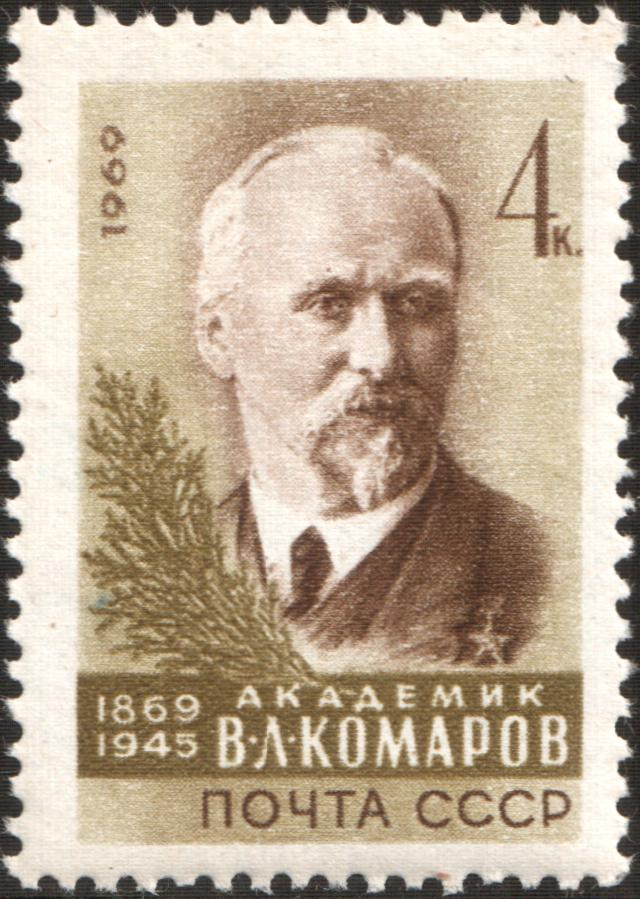
В. Л. Комаров. Почтовая марка СССР, 1969 год
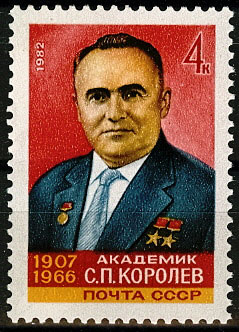
С. П. Королев. Почтовая марка СССР, 1982 год
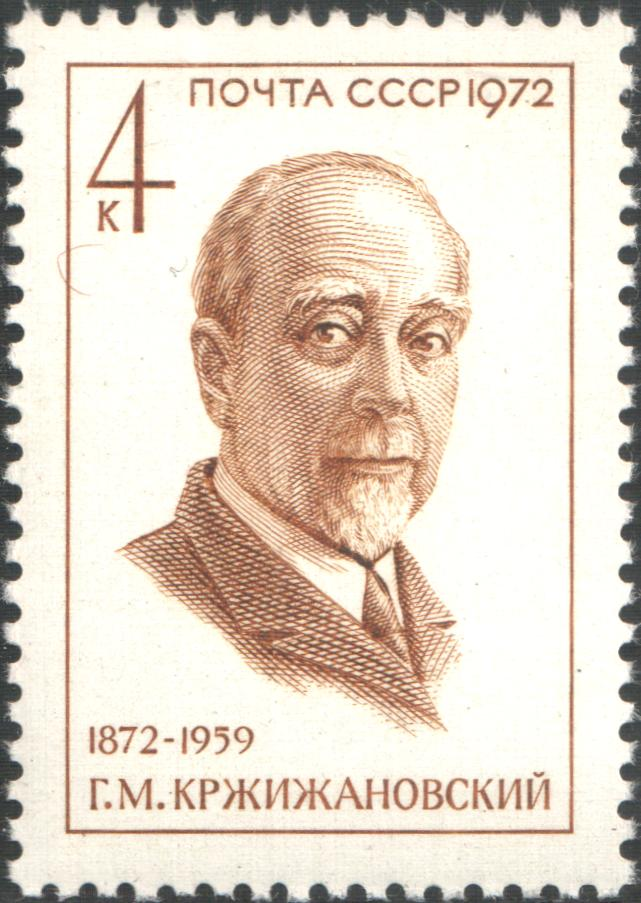
Г. М. Кржижановский. Почтовая марка СССР, 1972 год
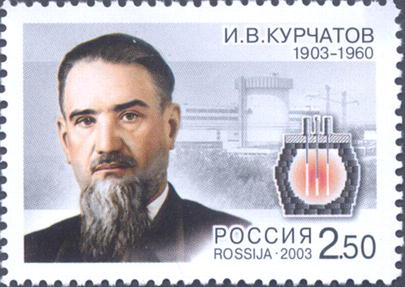
И. В. Курчатов. Почтовая марка России, 2003 год
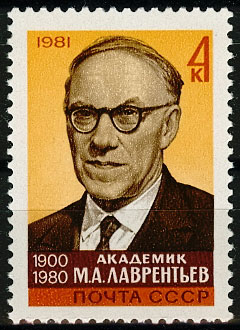
М. А. Лаврентьев. Почтовая марка СССР, 1981 год
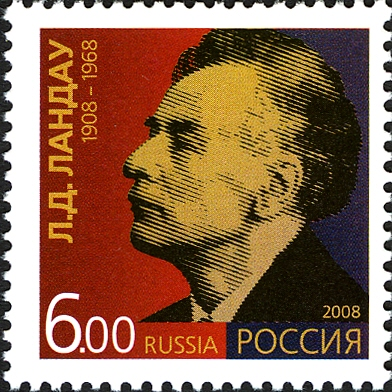
Л. Д. Ландау. Почтовая марка России, 2008 год
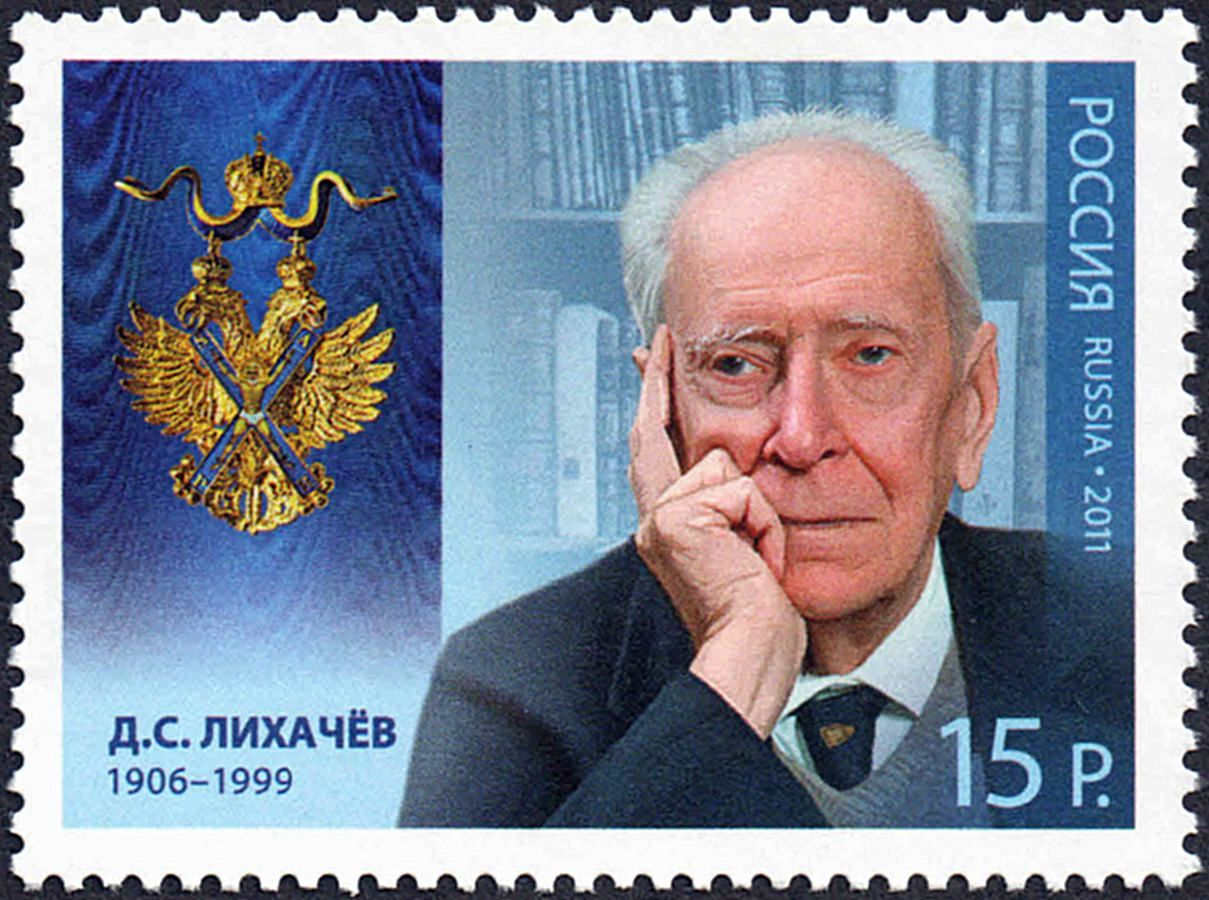
Д. С. Лихачев. Почтовая марка России, 2011 год
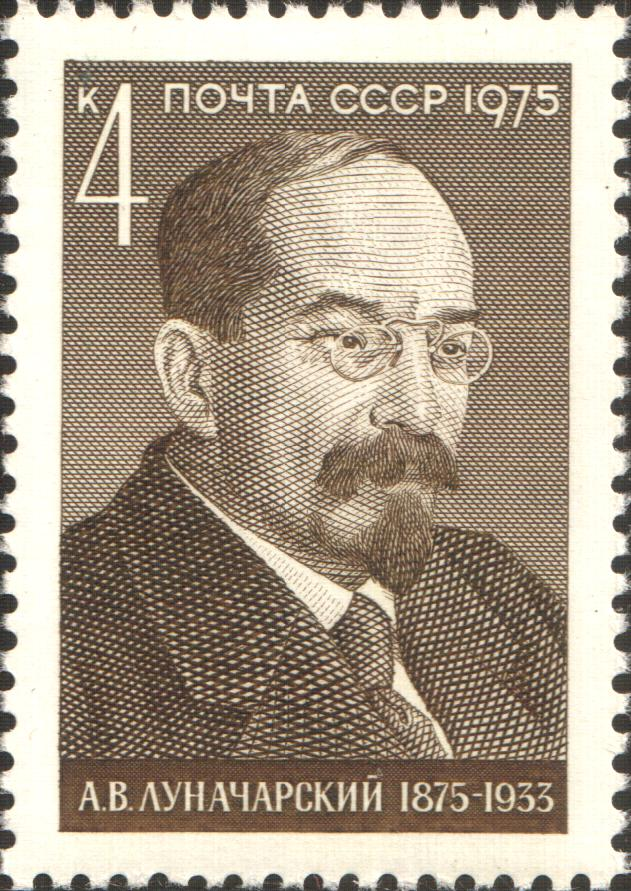
А. В. Луначарский. Почтовая марка СССР, 1975 год
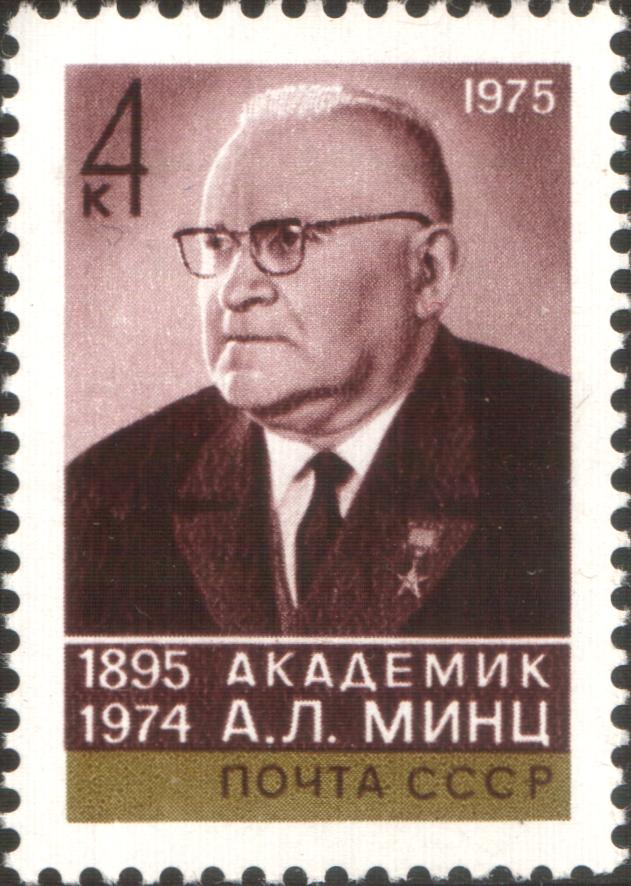
А. Л. Минц. Почтовая марка СССР, 1975 год
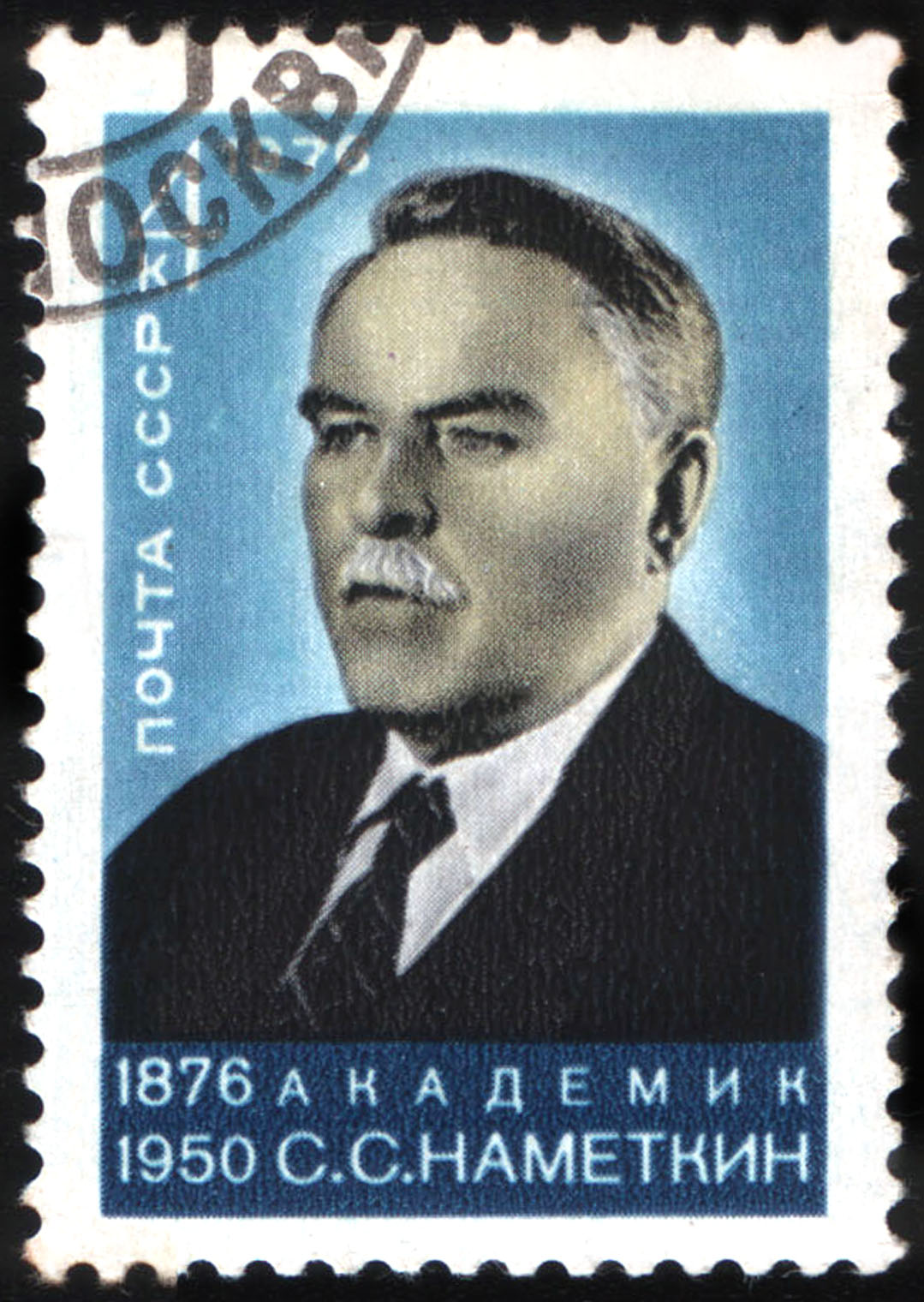
С. С. Наметкин. Почтовая марка СССР, 1976 год
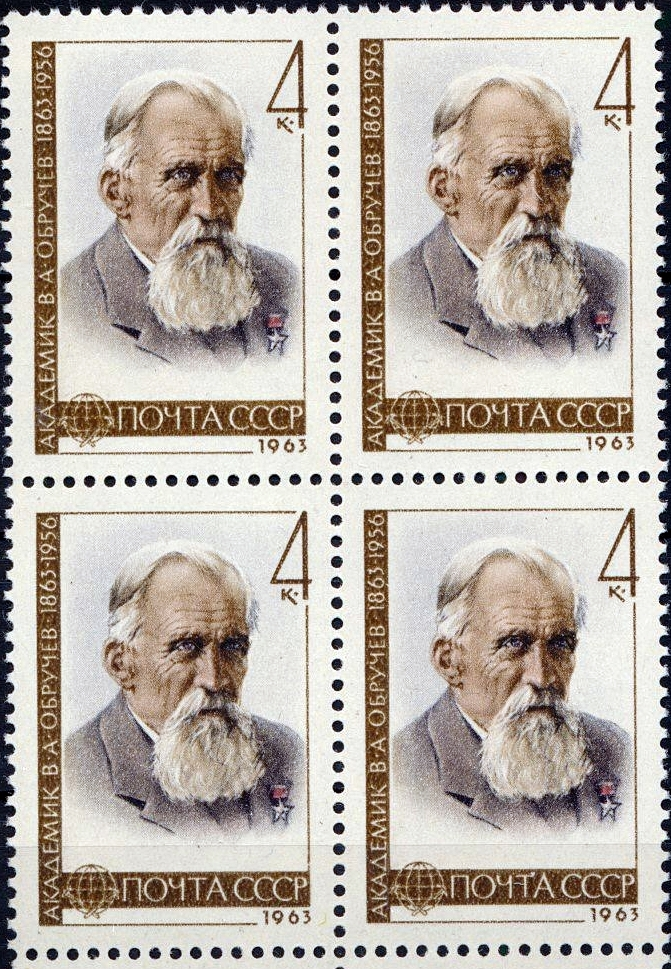
В. А. Обручев. Почтовая марка СССР, 1963 год
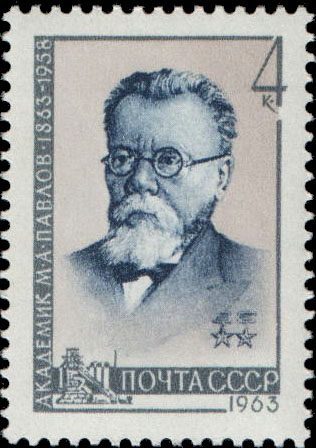
М. А. Павлов. Почтовая марка СССР, 1963 год
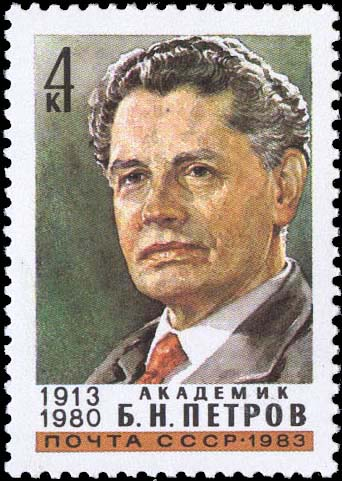
Б. Н. Петров. Почтовая марка СССР, 1983 год
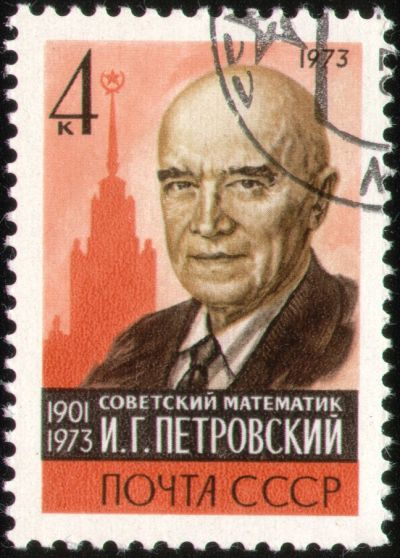
И. Г. Петровский. Почтовая марка СССР, 1973 год
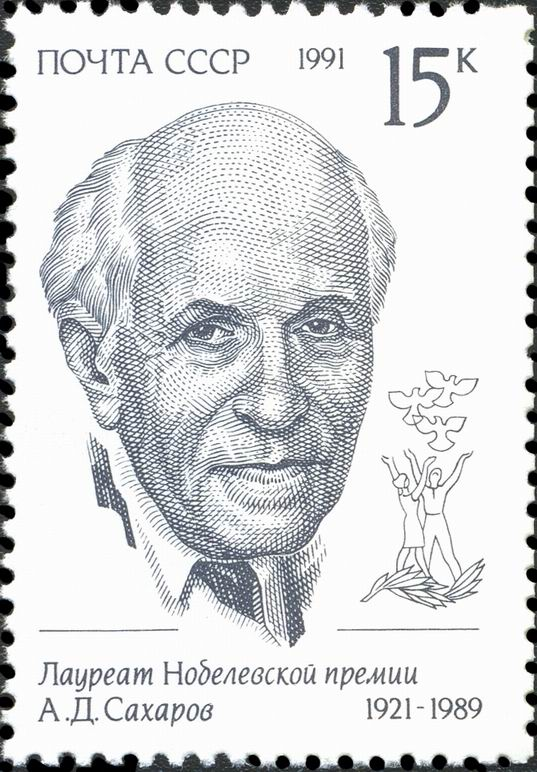
А. Д. Сахаров. Почтовая марка СССР, 1991 год
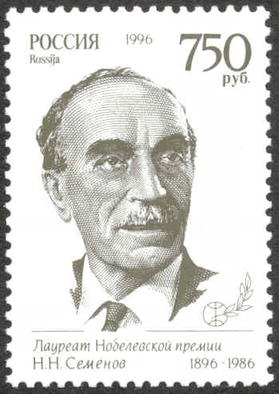
Н. Н. Семенов. Почтовая марка России, 1996 год
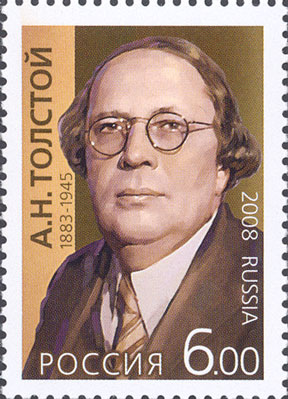
А. Н. Толстой. Почтовая марка России, 2008 год
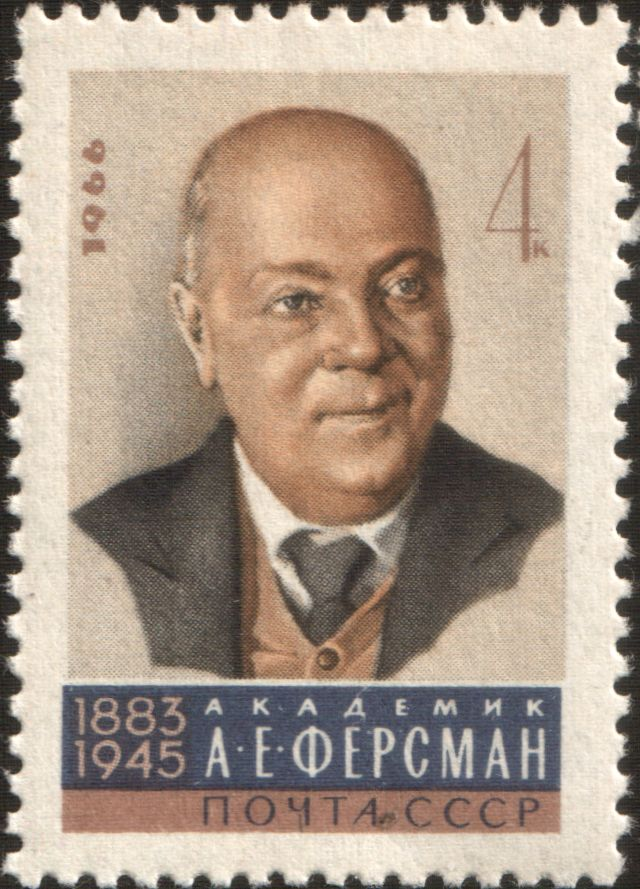
А. Е. Ферсман. Почтовая марка СССР, 1966 год
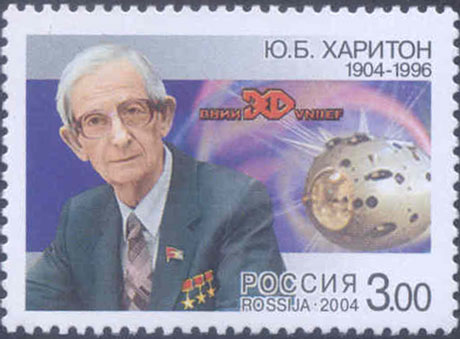
Ю. Б. Харитон. Почтовая марка России, 2004 год
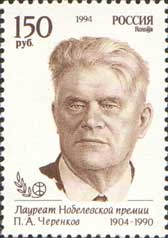
П. А. Черенков. Почтовая марка России, 1994 год
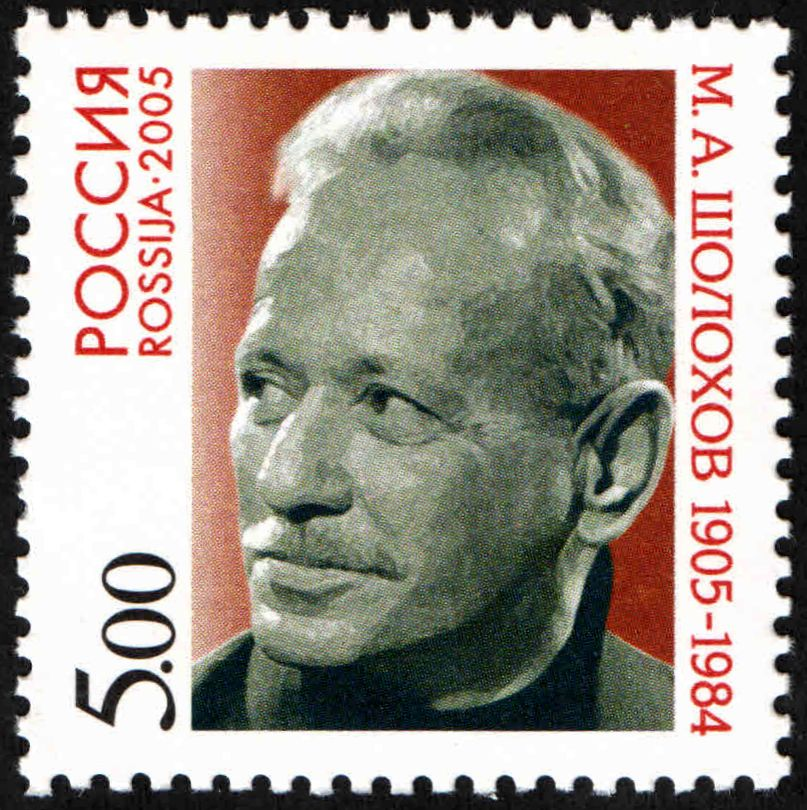
М. А. Шолохов. Почтовая марка России, 2005 год
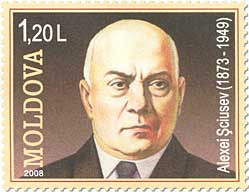
А. В. Щусев. Почтовая марка Молдавии, 2003 год
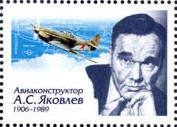
А. С. Яковлев. Почтовая марка России, 2006 год
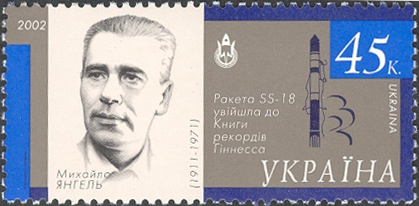
М. К. Янгель. Почтовая марка Украины, 2002 год

### Сообщения об избрании членов Академии наук
- Результаты выборов в члены Академии Наук // Вестник АН СССР, 1932, № 4, стр. 55—56
- Майская сессия Академии Наук СССР // Вестник АН СССР, 1935, № 6, стр. 51—58
- Выборы новых академиков. Общее собрание Академии наук СССР // Газета «Правда», 29 января 1939 г., № 28 (7713), стр. 2
- Общее собрание Академии Наук СССР 3—8 мая 1942 г. // Вестник АН СССР, 1942, № 5, стр. 4—12
- Итоги Сентябрьской сессии АН СССР // Вестник АН СССР, 1943, № 9, стр. 9—13
- Вновь избранные академики АН СССР // Вестник АН СССР, 1946, № 11, стр. 24—25
- Академики, избранные Общим собранием 23 октября 1953 года // Вестник АН СССР, 1953, № 11, стр. 12—14
- Выборы членов Академии наук СССР по Сибирскому отделению (На Общем собрании Академии наук СССР 28 марта 1958 г.) // Вестник АН СССР, 1958, № 5, стр. 45—47
- Выборы новых членов Академии // Вестник АН СССР, 1958, № 8, стр. 31—35
- Выборы новых членов Академии // Вестник АН СССР, 1960, № 7, стр. 3—6
- Выборы новых членов Академии // Вестник АН СССР, 1962, № 8, стр. 3—4
- Выборы новых членов Академии // Вестник АН СССР, 1964, № 8, стр. 8—11
- Новые члены Академии наук СССР // Вестник АН СССР, 1966, № 8, стр. 17—23
- Новые члены Академии наук СССР // Вестник АН СССР, 1969, № 1, стр. 7—11
- Новые члены Академии наук СССР // Вестник АН СССР, 1971, № 1, стр. 59—62
- Новые члены Академии наук СССР // Вестник АН СССР, 1973, № 1, стр. 61—63
- Новое пополнение Академии наук СССР // Вестник АН СССР, 1975, № 1, стр. 128—131
- Новое пополнение Академии наук СССР // Вестник АН СССР, 1977, № 3, стр. 21—41
- Новые члены Академии наук СССР // Вестник АН СССР, 1982, № 4, стр. 122—143
- Новые члены Академии наук СССР // Вестник АН СССР, 1985, № 4, стр. 44—46
- Новые члены Академии наук СССР // Вестник АН СССР, 1988, № 2, стр. 123—126